# Список померлих 1982 року
Це список значимих людей, що померли 1982 року, упорядкований за датою смерті.

## Січень

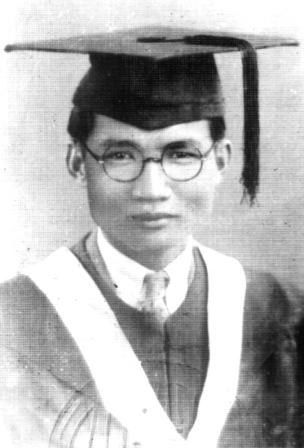
Хуан Сяньфань
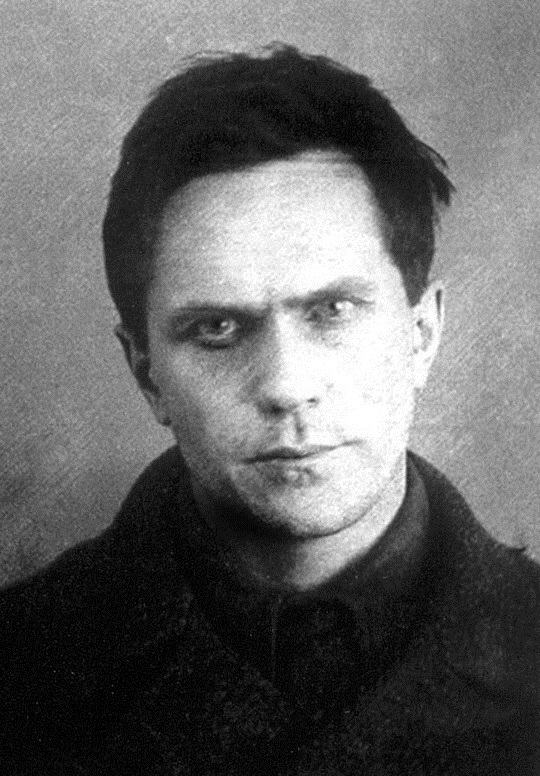
Варлам Шаламов
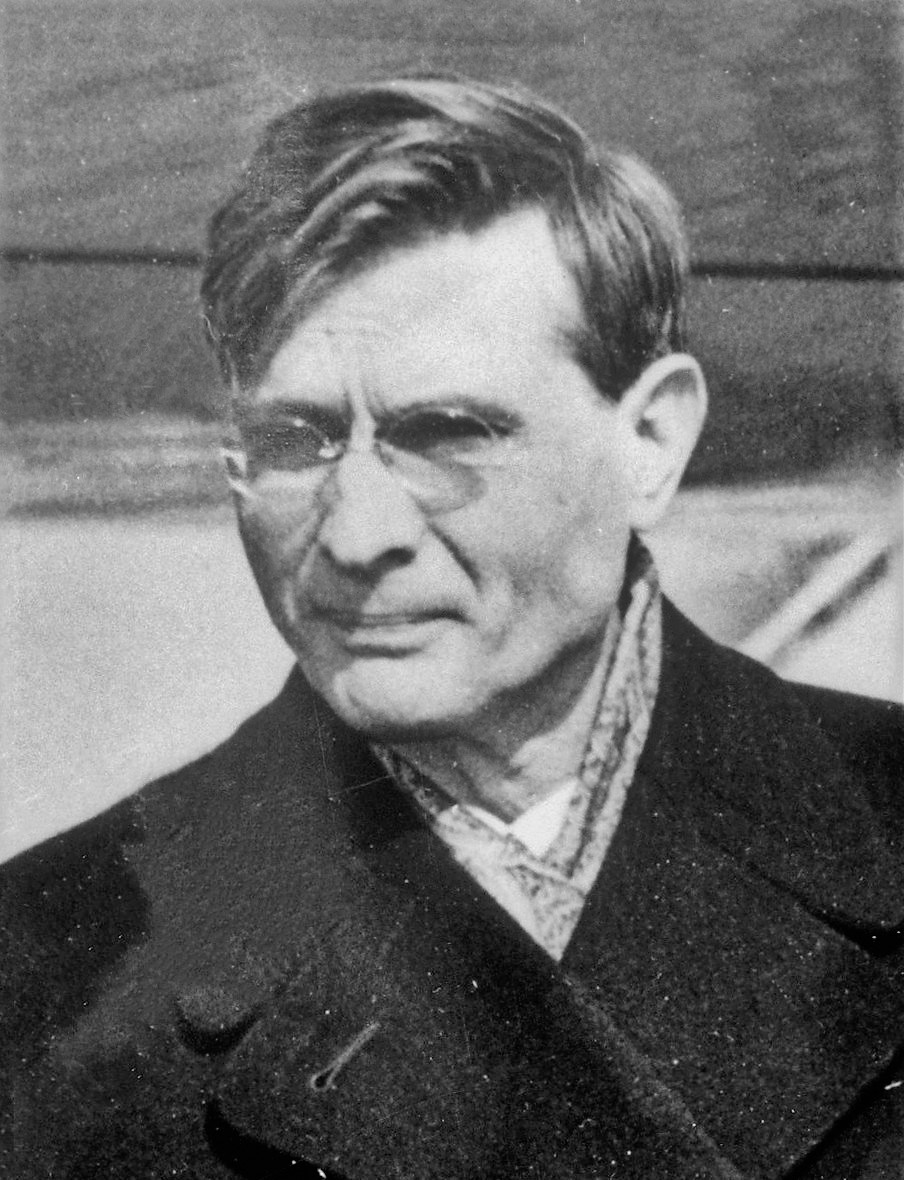
Михайло Суслов
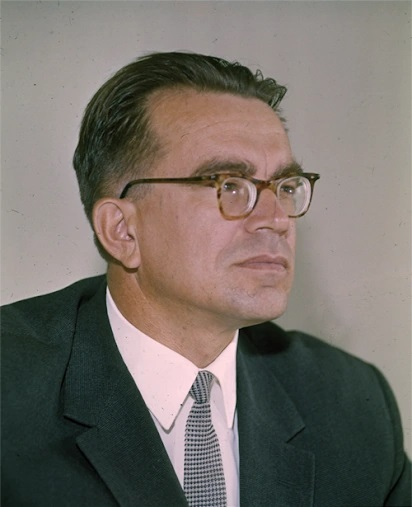
Віктор Глушков
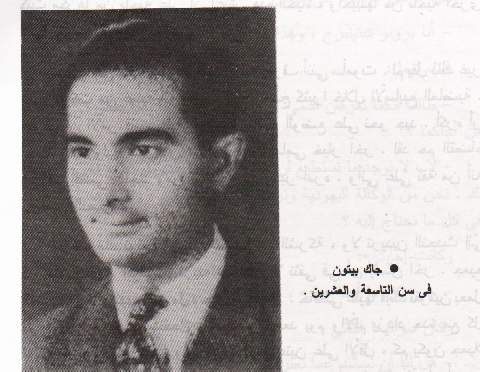
Рефаат Аль-Гаммаль

1 січня — Поль Бельмондо, французький скульптор, учасник Першої світової війни, батько актора Жана-Поля Бельмондо (*1898)
1 січня — Віктор Буоно, американський актор (*1938)
1 січня — Хамед Мурсі, єгипетський актор і співак (*1902)
2 січня — Девід Абрахам Чулкар, індійський кіноактор гінді (*1908)
3 січня — Фріц Лабанд, західнонімецький футболіст (*1925)
5 січня — Ганс Конрід, американський актор і комік (*1917)
5 січня — Гарві Лембек, американський комедійний актор (*1923)
5 січня — Томас Станґ, норвезький підприємець (*1897)
8 січня — Рета Шоу, американська акторка (*1912)
9 січня — Нурулла Берк, турецький художник (*1906)
10 січня — Пол Лінде, американський комік, актор і учасник ігрових шоу (*1926)
10 січня — Судін Дасгупта, бенгальський музичний керівник, автор текстів і співак (*1929)
11 січня — Олійник Степан Іванович, український поет-гуморист і сатирик, журналіст (*1908)
11 січня — Хорікосі Дзіро, японський авіаційний інженер (*1903)
11 січня — Манья Сурве, індійський гангстер з Мумбаї (*1944)
11 січня — Мацумото Хакуо (перше покоління), японський актор кабукі (*1910)
13 січня — Марсель Камю, французький кінорежисер і сценарист (*1912)
16 січня — Алі Дашті, іранський письменник і політик (*1897)
16 січня — Рамон Дж. Сендер, іспанський письменник і журналіст (*1901)
17 січня — Освальдо Субельдія, аргентинський футболіст, тренер (*1927)
17 січня — Хуан О'Горман, мексиканський художник і архітектор (*1905)
17 січня — Шаламов Варлам Тихонович, російський радянський прозаїк і поет, автор «Колимських оповідань» (*1907)
18 січня — Хуан Сяньфань, китайський історик, етнолог і педагог чжуанського походження; вважається одним із засновників сучасної китайської етнології (*1899)
18 січня — Кха Ванг Кан, в'єтнамський інженер та інтелектуал Південного В'єтнаму (*1908)
19 січня — Еліс Режина, бразильська співачка (*1945)
19 січня — Цвігун Семен Кузьмич, радянський державний і партійний діяч, генерал армії (*1917)
19 січня — Леопольд Треппер, польсько-ізраїльський комуніст, кадровий розвідник Червоної армії та борець опору (*1904)
21 січня — Утьосова Едіт Леонідівна, радянська естрадна співачка (ліричне сопрано), дочка артиста Леоніда Утьосова (*1915)
22 січня — Едуардо Фрей Монтальва, президент Чилі з 1964 по 1970 р. (*1911)
23 січня — М.Б. Шетті, індійський каскадер, хореограф і актор Боллівуду (*1938)
24 січня — Альфредо Овандо Кандіа, болівійський військовий та політичний діяч, начальник генерального штабу, головнокомандувач збройних сил Болівії, президент країни у 1969—1970 р. (*1918)
24 січня — Еліє Хобейка, ліванський бойовик і політик-фалангіст, учасник громадянської війни (*1956)
24 січня — Кароль Борсук, польський математик (*1905)
25 січня — Костюк Григорій Силович, український психолог (*1899)
25 січня — Суслов Михайло Андрійович, радянський партійний та державний діяч, секретар з ідеології ЦК КПРС, двічі Герой Соціалістичної Праці (*1902)
25 січня — Хан-е-Сабур, бангладешський політик і юрист (*1908)
27 січня — Немесіо Ецаніз, баскський письменник і католицький священик (*1899)
27 січня — Тран Ван Хуонг, політик Республіки В'єтнам, який обіймав посади прем'єр-міністра (1964—1965 та 1968—1969), віце-президента (1971—1975) і президента (1975) (*1902)
27 січня — Френк Джон Вільям Голдсміт, пасажир третього класу «Титаніка», який пережив затоплення в 1912 році та написав книгу про свій досвід на кораблі (*1902)
28 січня — Ману Роблес-Арангіз, баскський політик і профспілковий діяч (*1884)
28 січня — Чо Кин Ха, південнокорейський кінорежисер, фотограф, піаніст, вокаліст (*1919)
29 січня — Палден Тхондуп Намґ'ял, останній чоґ'ял (монарх) Сіккіму, що правив від 1963 до 1975 р. (*1923)
29 січня — Хаясія Хікороку, японський виконавець ракуго (*1895)
30 січня — Глушков Віктор Михайлович, український радянський науковець, піонер комп'ютерної техніки (*1923)
30 січня — Лайтнін Гопкінс, американський блюзовий співак, автор пісень і гітарист (*1912)
30 січня — Рефаат Аль-Гаммаль, єгипетський шпигун в Ізраїлі (*1927)
30 січня — Стенлі Голловей, англійський актор, комік, співак (*1890)

## Лютий

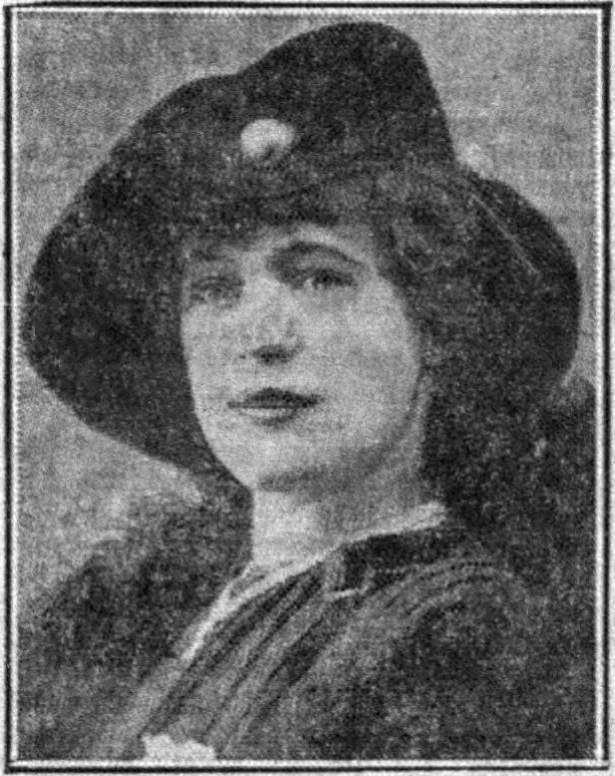
Марта Рішар
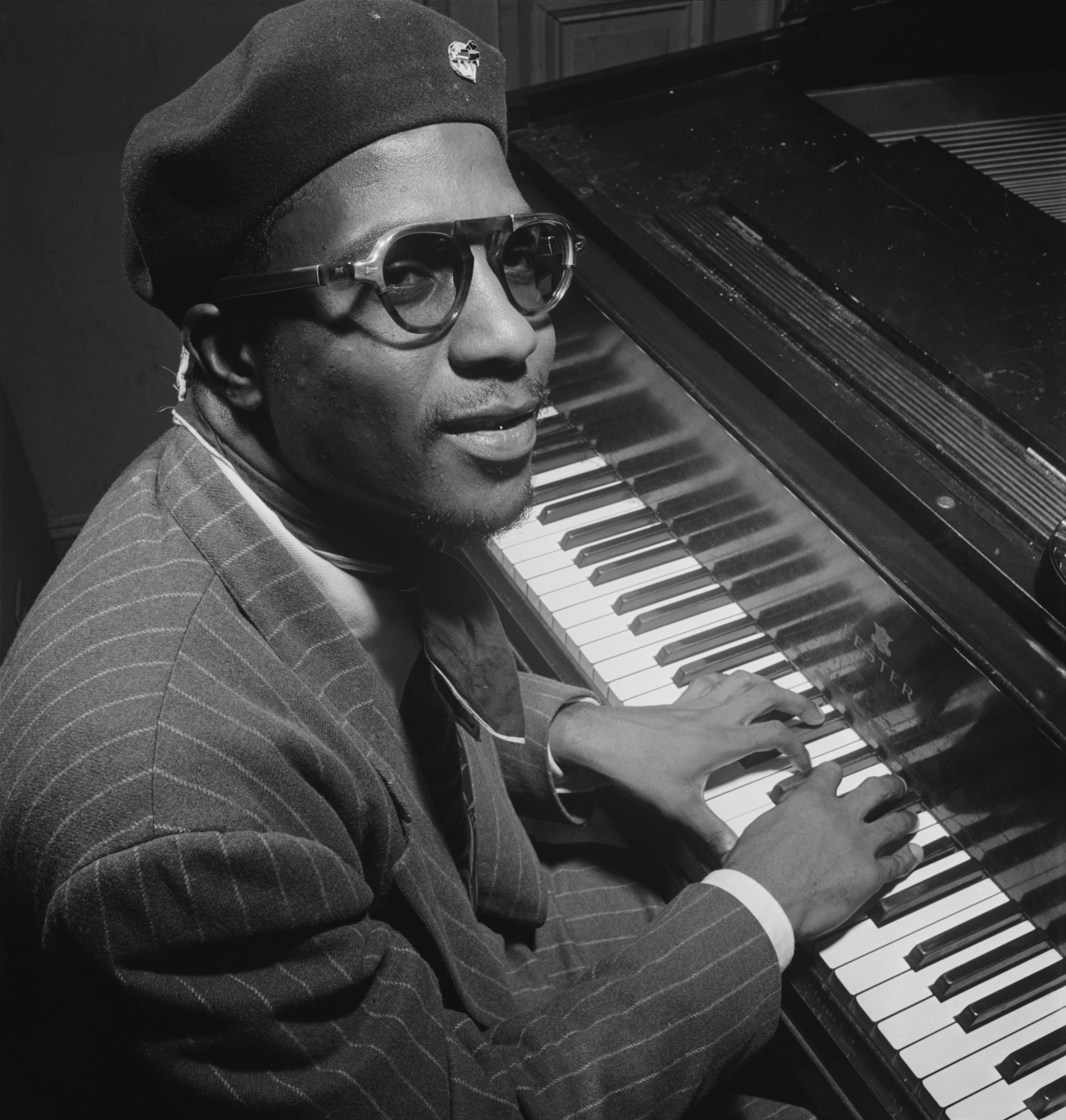
Телоніус Монк
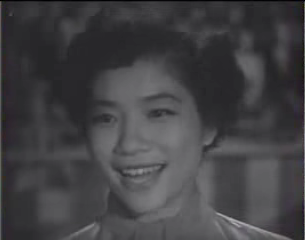
Ері Кіемі
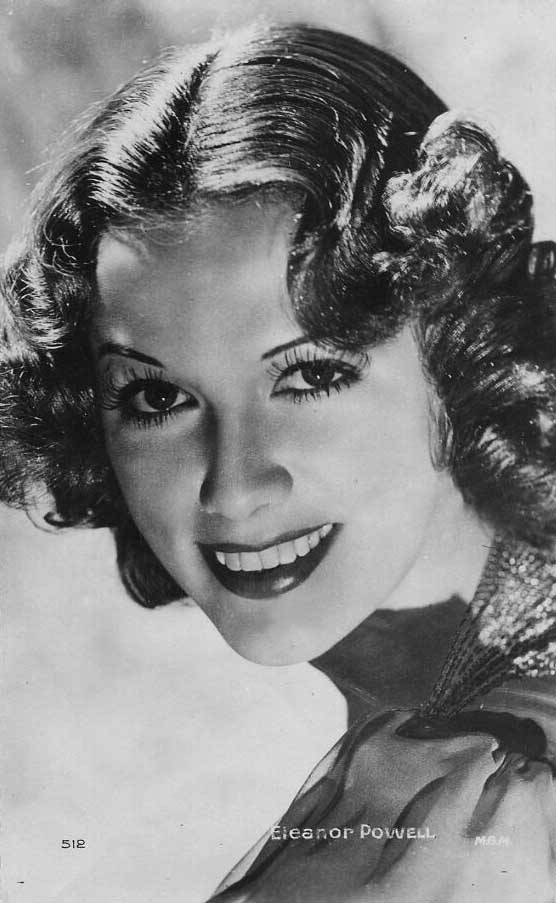
Елінор Пауелл
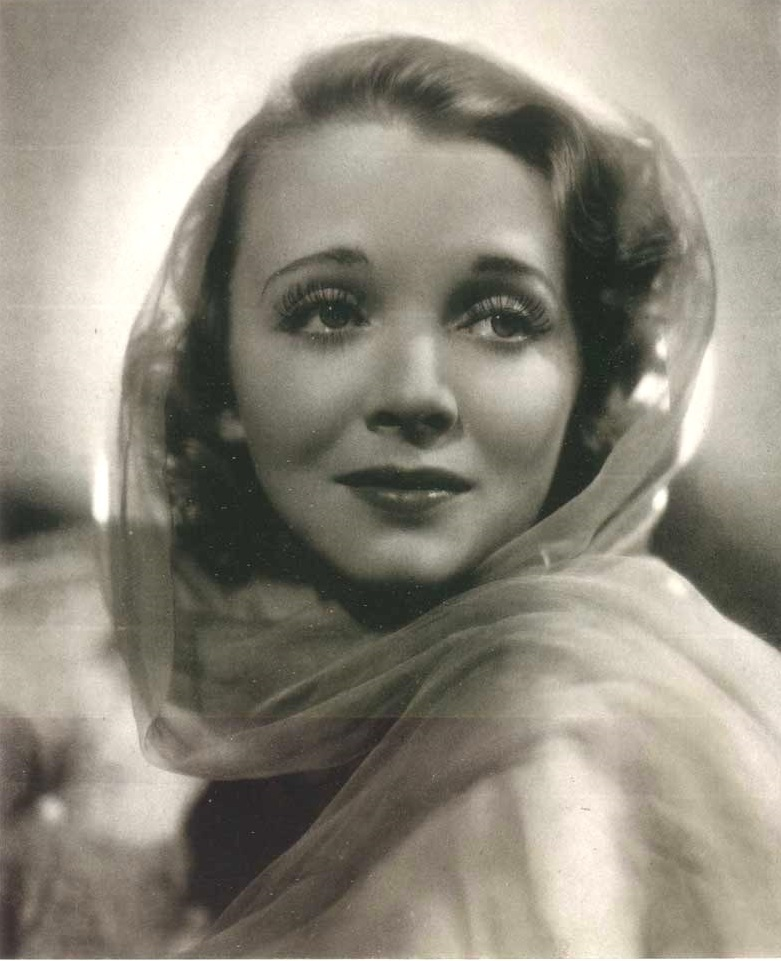
Вірджинія Брюс

1 лютого — Рагхунатх Мурму, індійський письменник і педагог із народу сантали (*1905)
3 лютого — Хейн Віктор Воранг, індонезійський військовий і політичний діяч (*1919)
4 лютого — Георг Конрад Морген, німецький юрист, оберштурмбаннфюрер СС і суддя (*1909)
4 лютого — Алекс Харві, шотландський рок- і блюзовий музикант (*1935)
4 лютого — Кенічі Ямамото, японський якудза (*1925)
6 лютого — Бен Ніколсон, англійський художник-абстракціоніст (*1894)
7 лютого — Свамі Карпатрі, індійський святий, борець за незалежність і політичний лідер (*1907)
8 лютого — Лассе Віртанен, фінський легкоатлет (*1904)
8 лютого — Ашраф Рабіеї, іранська партизанка, членкиня Організації моджахедів іранського народу (*1952)
8 лютого — Генрі Стерджис Морган, американський банкір англійського походження, співзасновник Morgan Stanley (*1900)
8 лютого — Йован Веселінов, югославський громадсько-політичний діяч (*1906)
8 лютого — Муса Хіабані, іранський політичний лідер-дисидент (*1947)
8 лютого — Саїд Буалам, французький військовий і політик (*1906)
9 лютого — Марта Рішар, французька політична діячка та шпигунка часів Першої світової війни, учасниця Руху Опору, перша жінка-пілот Франції, письменниця (*1889)
11 лютого — Елінор Пауелл, американська танцюристка, акторка і співачка (*1912)
11 лютого — Сімура Такасі, японський актор (*1905)
12 лютого — Віктор Джорі, канадсько-американський актор театру, кіно та телебачення (*1902)
13 лютого — Ері Кіемі, японська співачка, актриса та телеведуча (*1937)
13 лютого — Цзен Цзіньлянь, китайська дівчина-підліток, яка із ростом 248 см залишається найвищою жінкою сучасності (*1964)
15 лютого — Лія Абушид, дружина сіоністського активіста Ітамара Бен-Аві, сина єврейського лінгвіста Елізера Бен-Єгуди (*1889)
15 лютого — Ноа Дітріх, американський бізнесмен, головний виконавчий директор бізнес-імперії Говарда Г'юза з 1925 по 1957 р. (*1889)
16 лютого — Мухаммад Енамул Хак, бангладешський дослідник, літератор і педагог (*1902)
16 лютого — Тамаш Барта, угорський гітарист, співак і композитор (*1948)
17 лютого — Лі Страсберг, американський тренер акторської майстерності та актор (*1901)
17 лютого — Телоніус Монк, американський джазовий піаніст і композитор, один з родоначальників бібопу (*1917)
18 лютого — Найо Марш, новозеландська письменниця, театральна діячка (*1895)
18 лютого — Ентоні Мірра, американський мафіозі злочинної сім'ї Бонанно (*1927)
21 лютого — Гершом Шолем, єврейський філософ, історик релігії і містики (*1897)
22 лютого — Джош Маліхабаді, пакистанський поет (*1894)
23 лютого — Спірін Леонід Васильович, радянський легкоатлет, який спеціалізувався у спортивній ходьбі (*1932)
24 лютого — Вірджинія Брюс, американська співачка і акторка кіно, телебачення і радіо (*1910)
24 лютого — Чжао Юаньрень, китайський лінгвіст, що проживав у США (*1892)
25 лютого — Юен Рен Чао, китайсько-американський лінгвіст, педагог, вчений, поет і композитор (*1892)
26 лютого — Кінугаса Тейноске, японський актор, кінорежисер (*1896)
26 лютого — Франциско Мартінес Сорія, іспанський актор (*1902)
26 лютого — Андерс Яхре, норвезький судновласник (*1891)
26 лютого — Ґабор Сабо, угорсько-американський гітарист (*1936)
26 лютого — Чжан Боцзю, китайський колекціонер, каліграф, художник, поет і дослідник пекінської опери (*1898)
27 лютого — Марія Ковнацька, польська письменниця, перекладачка, вчителька, бібліотекарка (*1894)
27 лютого — Михайло Друмеш, румунський драматург, письменник (*1901)

## Березень

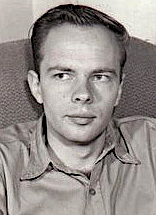
Філіп Дік
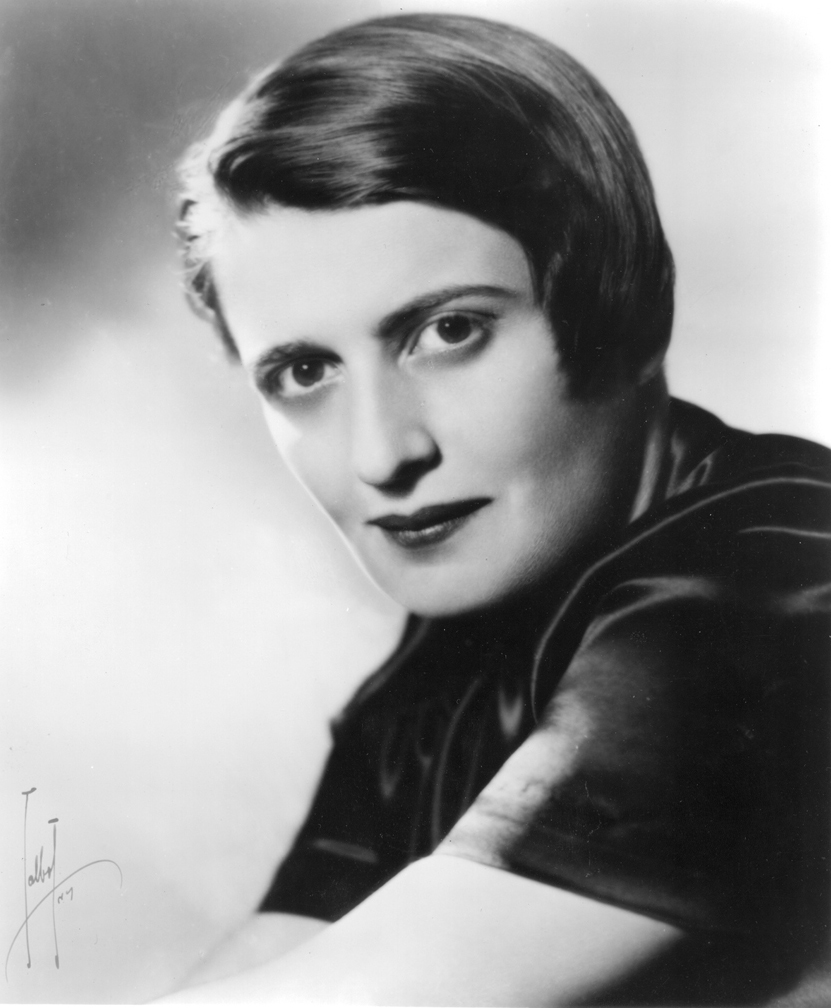
Айн Ренд
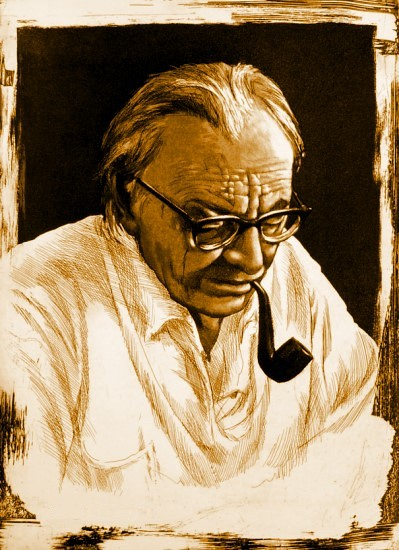
Карл Орф
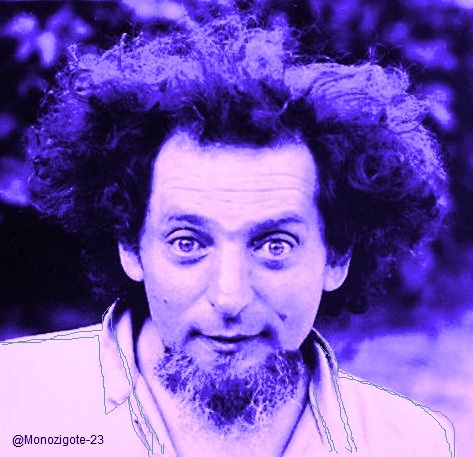
Жорж Перек
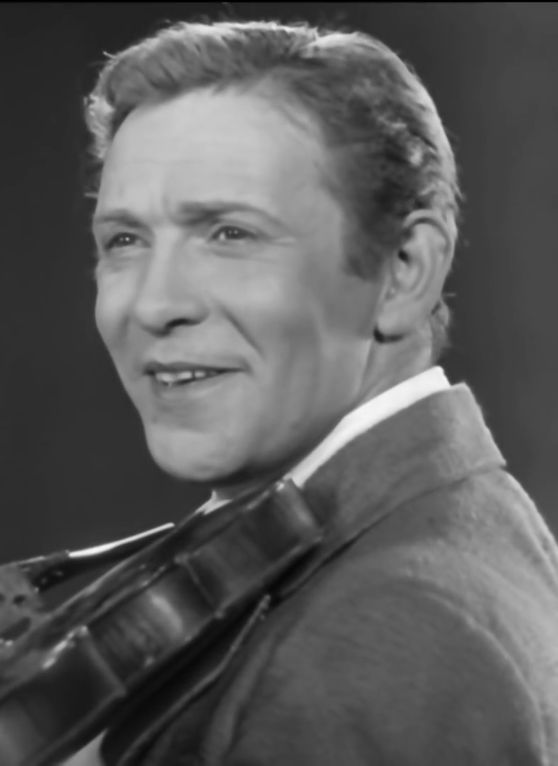
Леонід Утьосов
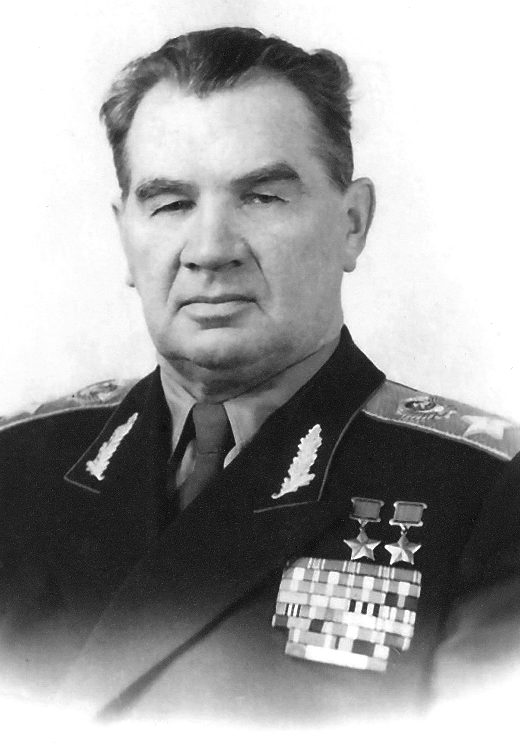
Василь Чуйков
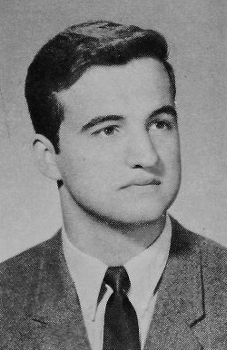
Джон Белуші

2 березня — Філіп Дік, американський письменник, філософ (*1928)
2 березня — Кешто Мукерджі, індійський комедійний актор (*1905)
3 березня — Жорж Перек, французький письменник і кінорежисер (*1936)
3 березня — Кешто Мукерджі, індійський актор і комік (*1925)
3 березня — Секіне Еврен, дружина президента Туреччини Кенана Еврена (*1922)
3 березня — Фірак Горакхпурі, індійський письменник, критик і поет урду (*1896)
5 березня — Джон Белуші, американський актор (*1949)
5 березня — Салах Наср, голова єгипетської Служби загальної розвідки (*1920)
6 березня — Айн Ренд, американська письменниця, драматургиня, сценаристка й філософиня російсько-єврейського походження (*1905)
6 березня — Менакер Олександр Семенович, радянський актор, артист естради, режисер (*1913)
7 березня — Конрад Вольф, східнонімецький кінорежисер (*1925)
8 березня — Реб Батлер, британський політик (*1902)
9 березня — Утьосов Леонід Осипович, радянський артист естради, співак і кіноактор єврейського походження (*1895)
10 березня — Тадж ол-Молук, королева-консорт Ірану, дружина шаха Рези Пехлеві, етнічна азербайджанка (*1896)
11 березня — Каманін Микола Петрович, радянський льотчик і воєначальник, Герой Радянського Союзу (*1908)
12 березня — Йоган Ранґелл, прем'єр-міністр Фінляндії (1941—1943) (*1894)
14 березня — Хоай Тхань, в'єтнамський літературний критик (*1909)
15 березня — Володимир Шмераль, чеський актор (*1903)
18 березня — Чуйков Василь Іванович, радянський воєначальник, Маршал Радянського Союзу, двічі Герой Радянського Союзу (*1900)
19 березня — Ренді Роадс, американський гітарист-віртуоз, музикант, автор пісень (*1956)
19 березня — Дж. Б. Кріпалані, індійський активіст за незалежність, послідовник Ганді, еколог і політичний лідер (*1888)
20 березня — Шагінян Марієтта Сергіївна, російська письменниця, літературознавиця, журналістка та музикознавиця вірменського походження (*1888)
21 березня — Гаррі Г. Корбетт, англійський актор і комік (*1925)
21 березня — Мазлум Доґан, курдський комуніст і журналіст, один із засновників РПК (*1958)
22 березня — Ехсан Даніш, пакистанський урду поет, прозаїк, лінгвіст, лексикограф і вчений (*1914)
25 березня — Кай Ґуллмар, шведська композиторка, співачка та актриса (*1905)
26 березня — Сем Кідд, британський актор (*1915)
26 березня — Сігеру Мідзухара, японський бейсболіст, менеджер, спортивний коментатор (*1909)
26 березня — Султан аль-Атраш, сирійський націоналіст-революціонер, який очолював Велике сирійське повстання проти французької колоніальної адміністрації в Сирії (*1891)
27 березня — Фазлур Рахман Хан, бангладешсько-американський інженер-будівельник та архітектор (*1929)
28 березня — Вільям Джіок, американський хімік канадського походження, Нобелівська премія з хімії 1949 (*1895)
28 березня — Хоанг Нху Тіеп, в'єтнамський архітектор (*1910)
29 березня — Вальтер Гальштайн, німецький юрист, вчений, політик і державний діяч ФРН (*1901)
29 березня — Гелена Дойч, польсько-американська науковиця, психоаналітикиня (*1884)
29 березня — Карл Орф, німецький композитор, музикознавець, педагог (*1895)
29 березня — Естебан Муруетагоєна, баскський лікар, що помер після арешту Цивільною гвардією зі слідами тортур (*1943)
березень — Джавдат Хантиміров, радянський лідер злочинного угруповання татарського походження (*1955)

## Квітень

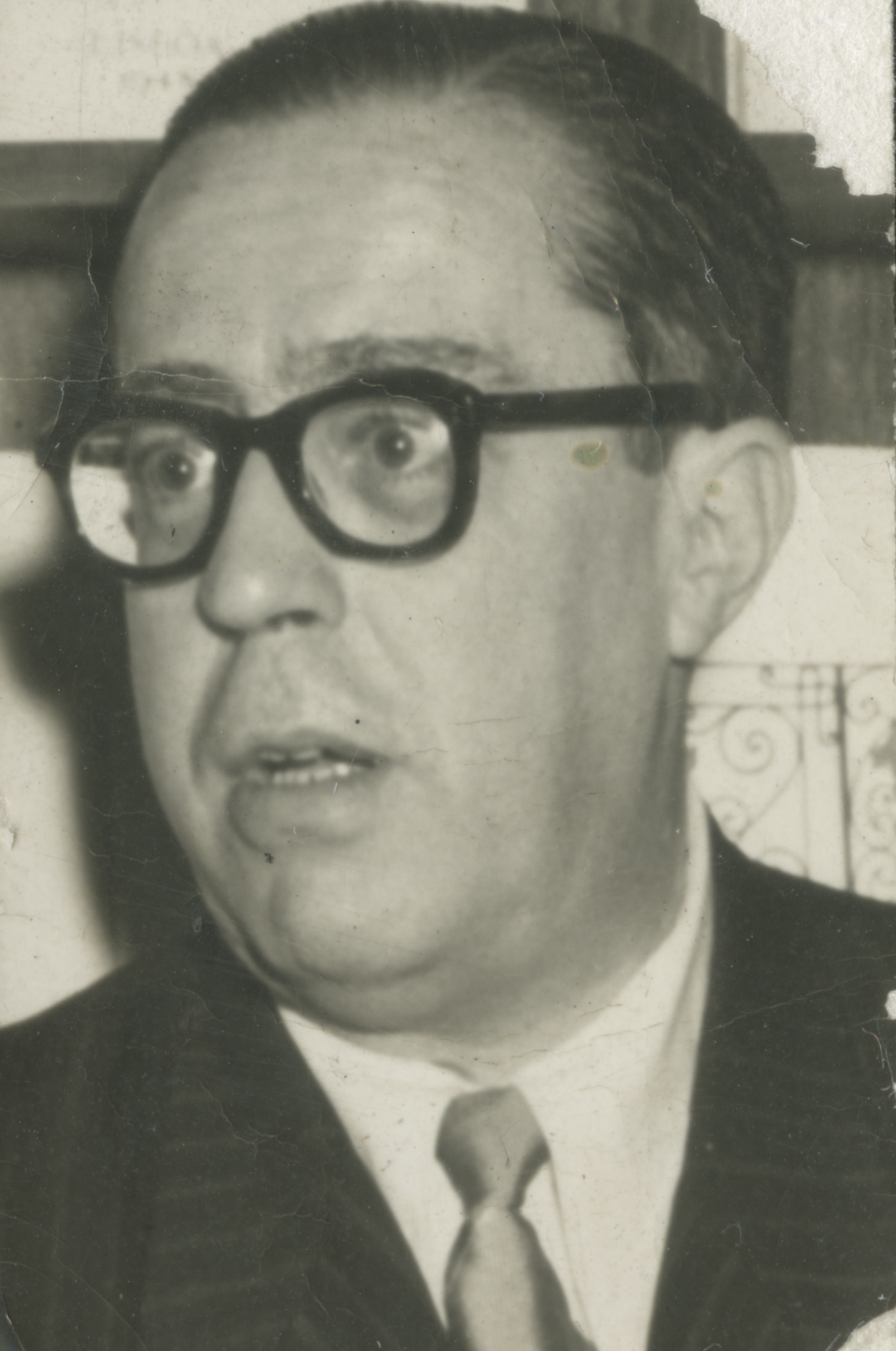
Серхіо Буарке де Холанда

1 квітня — Сюй Фугуань, неоконфуціанський учений і філософ Республіки Китай (*1904)
3 квітня — Воррен Оутс, американський актор (*1928)
4 квітня — Бжеський Роман Степанович, український державний діяч доби УНР та на еміграції; дослідник української історії, літературознавець, журналіст і публіцист (*1894)
5 квітня — Ейб Фортас, американський адвокат, юрист, помічник судді Верховного суду Сполучених Штатів (*1910)
6 квітня — Ротмістров Павло Олексійович, радянський воєначальник, Герой Радянського Союзу, Головний маршал бронетанкових військ (*1901)
7 квітня — Бренда Беннетт, американська акторка (*1945)
7 квітня — Гаральд Ертль, австрійський автогонщик і автоспортивний журналіст (*1948)
7 квітня — Стіґ Ліндберг, шведський дизайнер та ілюстратор (*1916)
9 квітня — Зузу Маді, єгипетська акторка ліванського походження (*1914)
9 квітня — Кім Джи Те, південнокорейський політик (*1908)
9 квітня — Роберт Гавеманн, східнонімецький хімік і дисидент (*1910)
9 квітня — Туран Гюнеш, турецький політик і вчений (*1921)
9 квітня — Чой Хеон, комуністичний антияпонський активіст японського колоніального періоду, військовий і політик Корейської Народно-Демократичної Республіки (*1907)
9 квітня — Юссі Юркка, фінський актор (*1930)
10 квітня — Лаппа Тетяна Миколаївна, перша дружина російського письменника Михайла Булгакова (*1892)
13 квітня — Ріккардо Біллі, італійський актор і актор озвучування (*1906)
14 квітня — Карлота Перейра де Кейрош, бразильська лікарка, письменниця, педагогиня і політикиня (*1892)
15 квітня — стречені причетні до вбивства президента Єгипту Анвара Садата:
- Халід Аль-Ісламбулі[ar], єгипетський військовий офіцер (*1955)
- Абдул Хамід Абдул Салам[ar], єгипетський військовик (*1953)
- Атта Таєль[ar], єгипетський військовик (*1956)
- Мухаммед Абд аль-Салам Фарадж[ar], єгипетський радикальний ісламіст і теоретик (*1954)
- Хусейн Аббас[ar], снайпер збройних сил Єгипту (*н/д)

15 квітня — Артур Лоу, англійський актор (*1915)
15 квітня — Ільяс Леубе, борець за свободу Ачеха (*1920)
15 квітня — Тун Чао Юн, гонконгзький підприємець, мільярдер (*1912)
18 квітня — Ніна Попелікова, чеська акторка (*1920)
20 квітня — Арчибальд Мак-Ліш, американський поет і письменник (*1892)
22 квітня — Абдул-Варіт Аср, єгипетський актор (*1894)
24 квітня — Вілле Рітола, фінський легкоатлет (*1896)
24 квітня — Серхіо Буарке де Холанда, бразильський історик, соціолог, письменник, літературний критик, журналіст (*1902)
25 квітня — Андреєв Борис Федорович, російський радянський кіноактор (*1915)
25 квітня — Селія Джонсон, британська акторка (*1908)
25 квітня — Чон Іль Хьон, південнокорейський бюрократ і політик (*1904)
26 квітня — Май Дачен, гонконгзький актор (*1953)
26 квітня — Малаядж, індійський поет, письменник і критик хінді (*1935)
27 квітня — У Бомгон, південнокорейський поліцейський, що здійснив велике масове вбивство (*1955)
27 квітня — Даніло Аббручаті, італійський мафіозі (*1944)
29 квітня — Раймон Бюсьєр, французький актор, сценарист і продюсер (*1907)
29 квітня — Чон Мон Піль, південнокорейський бізнесмен (*1934)
30 квітня — Лестер Бенгс, американський журналіст, музичний критик (*1948)
30 квітня — Мохсен Везваеї, іранський офіцер Корпусу вартових ісламської революції, учасник ірано-іракської війни (*1960)
30 квітня — Піо Ла Торре, італійський політик і профспілковий діяч, убитий мафією Коза Ностра (*1927)

## Травень

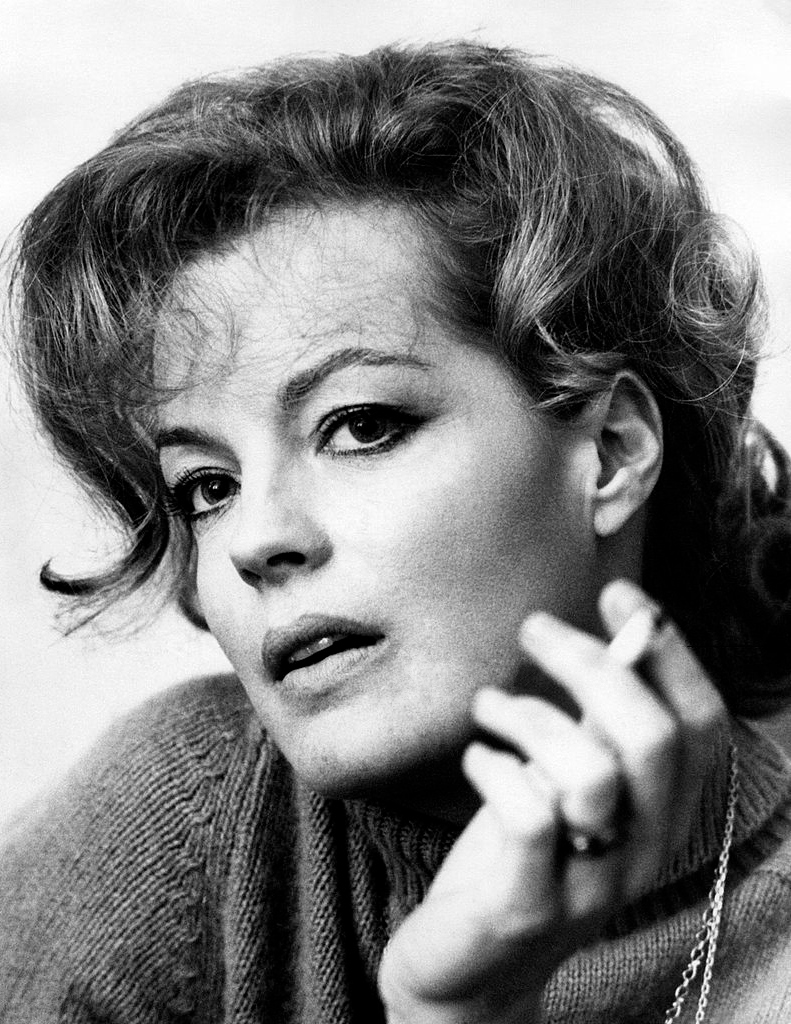
Ромі Шнайдер
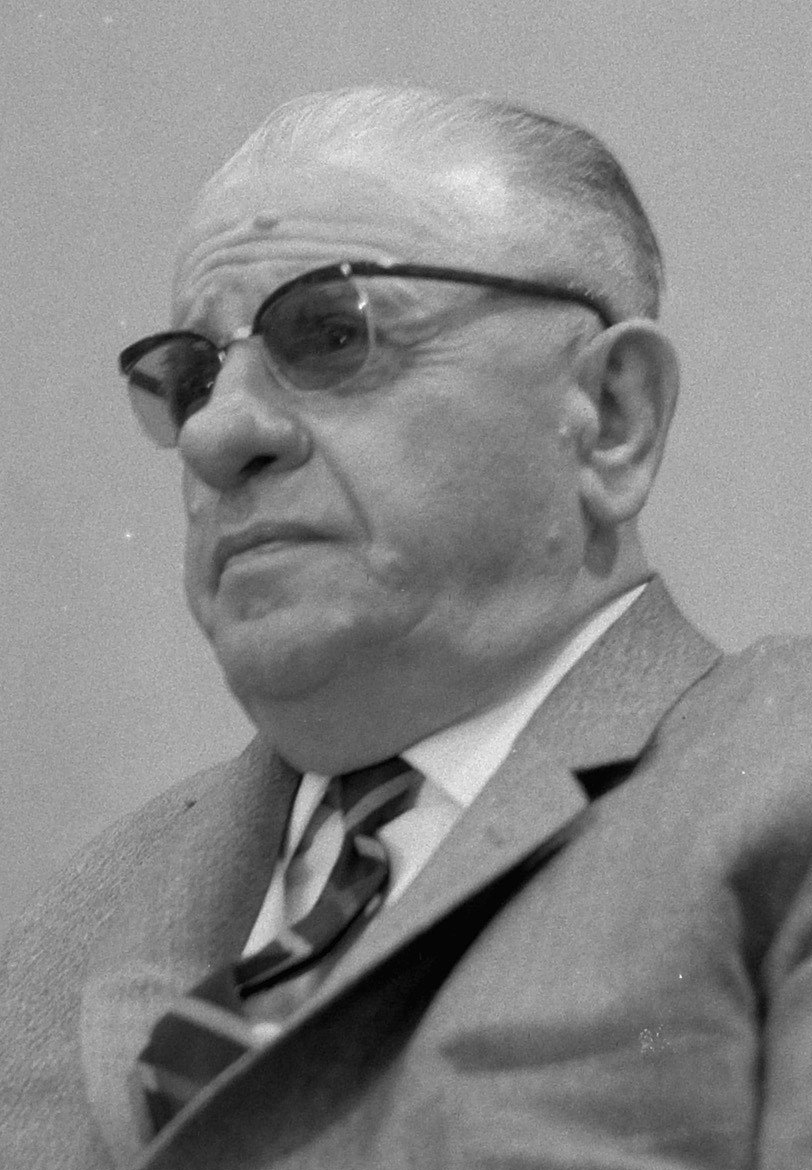
Джевдет Сунай
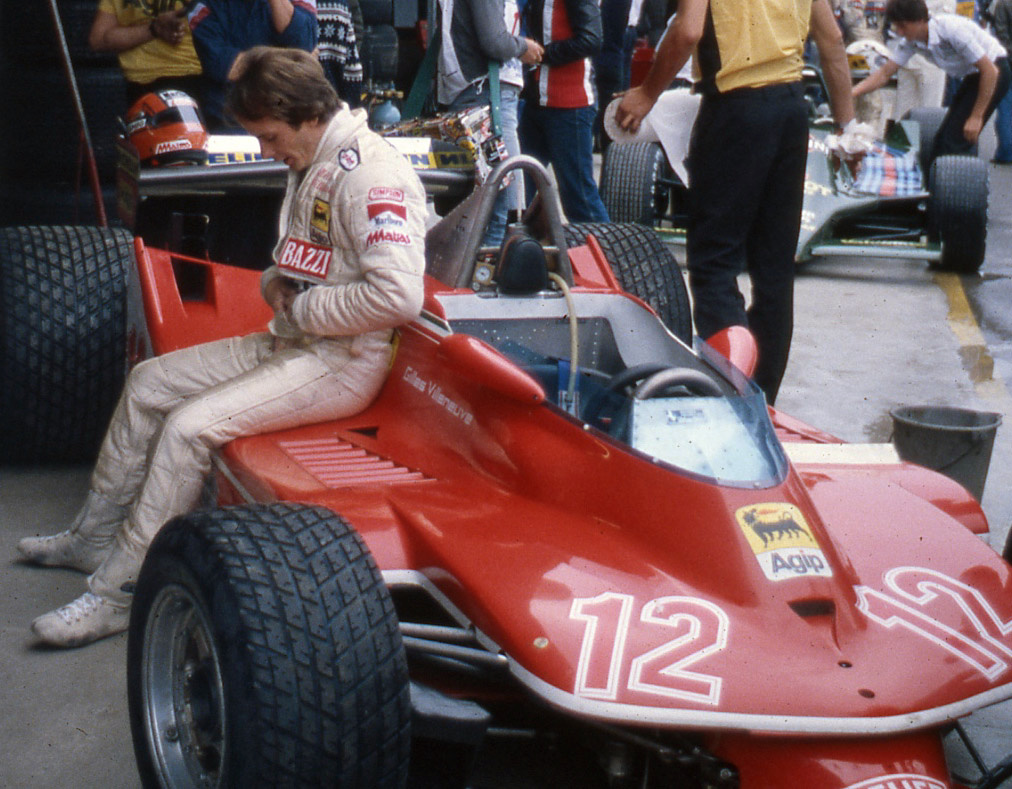
Жиль Вільнев
Григорій Чубай

1 травня — Вальтер Венк, німецький воєначальник Третього Рейху, генерал танкових військ Вермахту (*1900)
1 травня — Джин Шелдон, американський комічний актор (*1908)
2 травня — Г'ю Марлоу, американський актор (*1911)
2 травня — Нгуєн Хонг, в'єтнамський письменник і поет (*1918)
3 травня — Мохаммед Седдік Бен Яхія, алжирський політик і націоналіст під час війни в Алжирі (*1932)
5 травня — Аккамма Черіан, борчиня за незалежність Індії з Траванкора (*1909)
5 травня — Ірмгард Кьойн, німецька письменниця (*1905)
5 травня — Маурісіо Кардозо Окампо, парагвайський музикант, дослідник парагвайського фольклору (*1907)
7 травня — Скороходова Ольга Іванівна, радянська вчена-дефектолог, педагогиня, літераторка українського походження (*1911/14)
7 травня — Тон Тхат Тунг, в'єтнамський хірург (*1912)
8 травня — Жиль Вільнев, канадський автогонщик Формули-1, батько автогонщика Жака Вільнева (*1950)
8 травня — Ніл Богарт, американський музичний підприємець, засновник Casablanca Records (*1943)
9 травня — Петр Свойтка, чеський актор (*1946)
9 травня — Ренато Корте Реал, бразильський актор і комік (*1924)
10 травня — Ма Іньчу, китайський економіст та демограф (*1882)
10 травня — Петер Вайс, німецько-шведський письменник і художник єврейського походження (*1916)
13 травня — Караєв Кара Абульфаз-огли, азербайджанський радянський композитор (*1918)
14 травня — Г'ю Бомон, американський актор (*1910)
15 травня — Жоель Могенсен, французька співачка американського походження (*1953)
16 травня — Чубай Григорій Петрович, український поет, перекладач, художник, мистецтвознавець (*1949)
22 травня — Джевдет Сунай, турецький військовий та політичний діяч, начальник Генштабу Туреччини (1960—1966), президент Туреччини (1966—1973) (*1899)
24 травня — Закарія Кандхлаві, індійський ісламський сунітський релігійний лідер (*1898)
24 травня — Тауно Пало, фінський актор і співак (*1908)
28 травня — Чирков Борис Петрович, радянський актор (*1901)
29 травня — Ромі Шнайдер, австро-німецька та французька акторка кіно та театру німецького походження (*1938)
29 травня — Ауро де Моура Андраде, бразильський юрист і політик (*1915)

## Червень

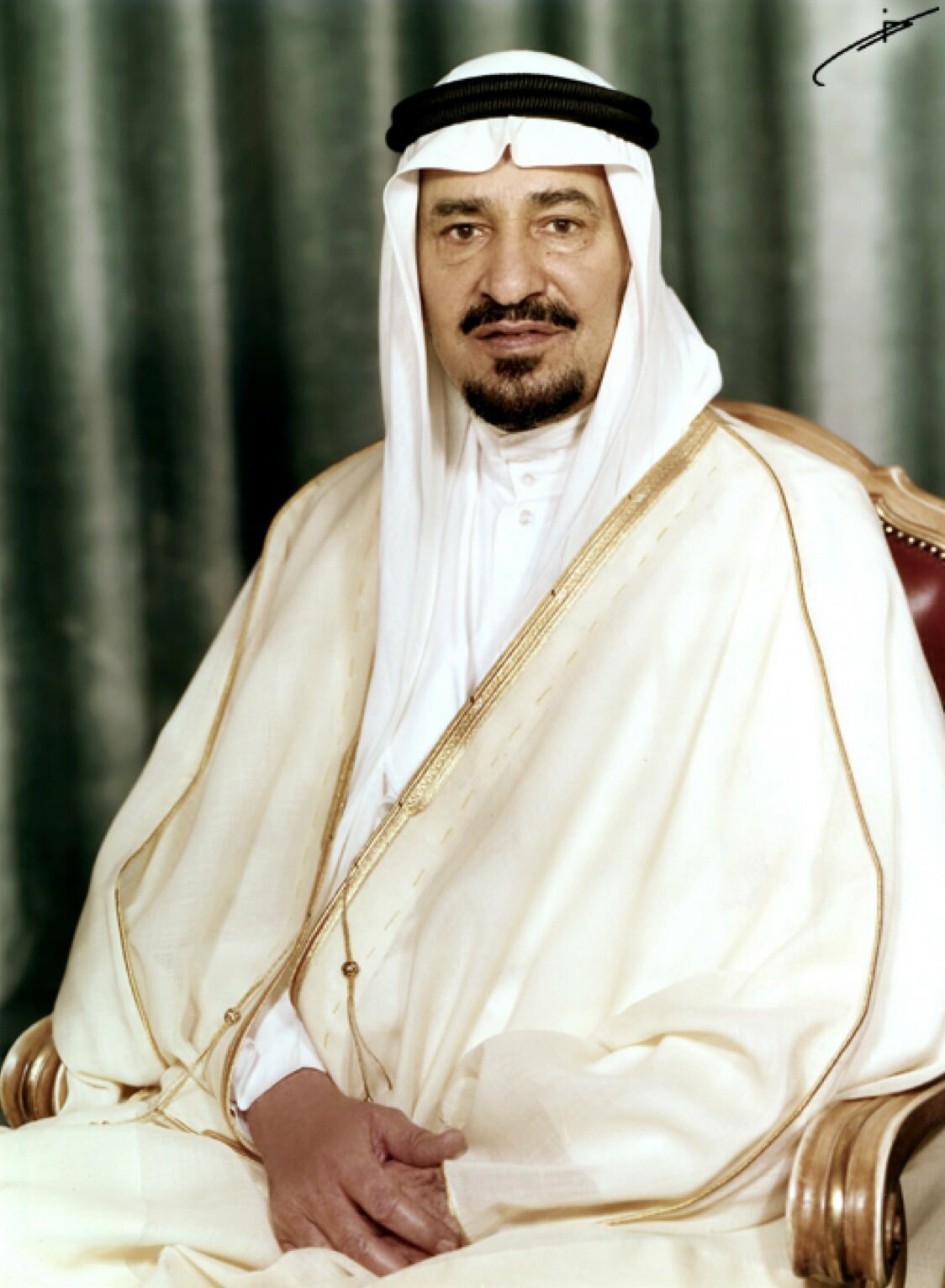
Халід ібн Абдель Азіз Аль Сауд
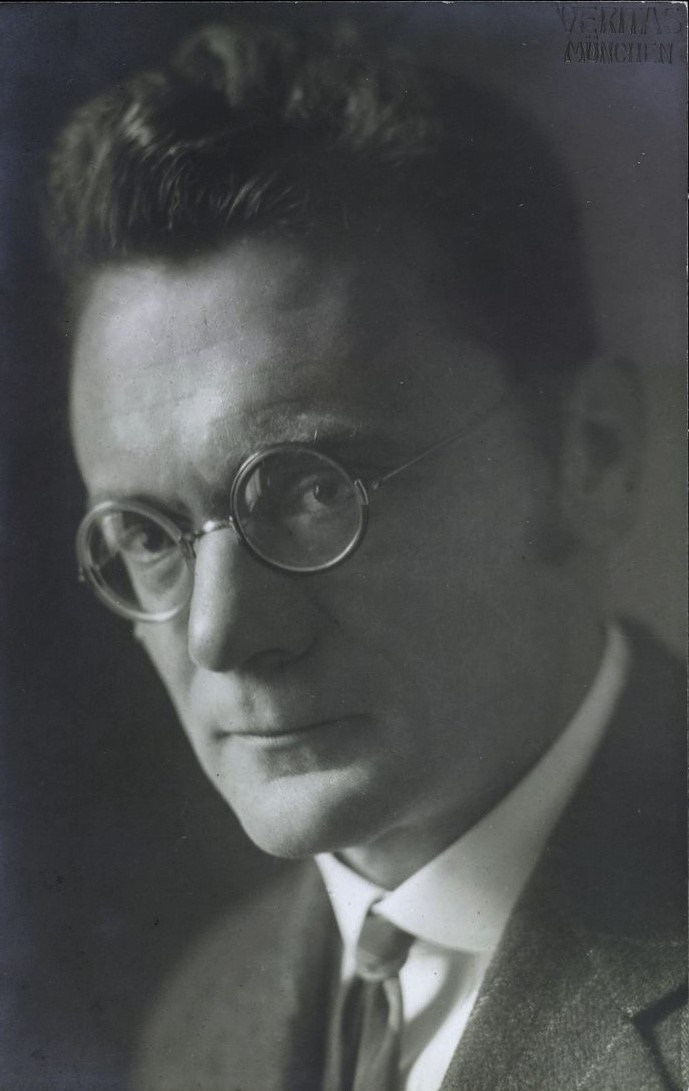
Карл Фріш
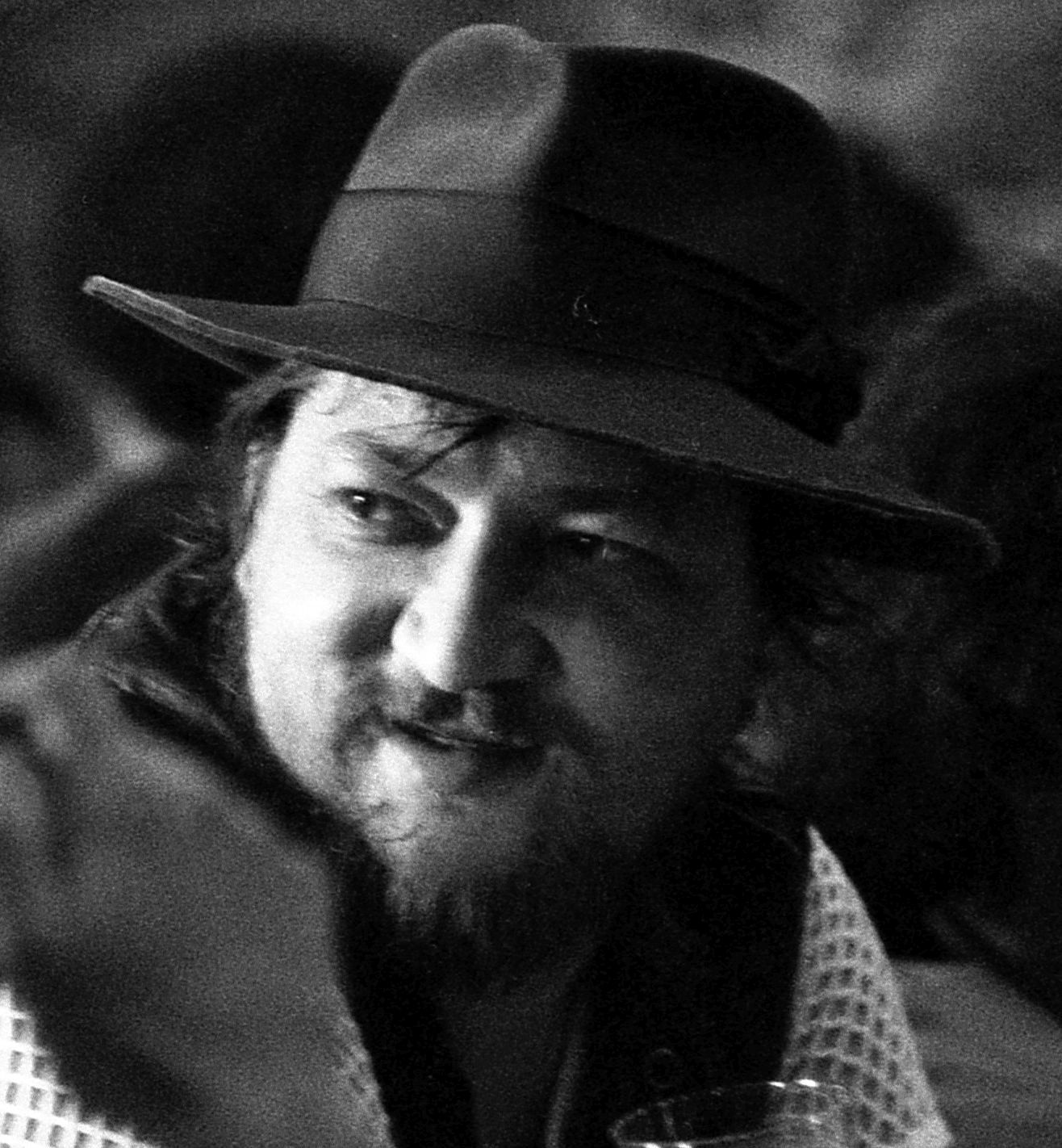
Райнер Вернер Фассбіндер
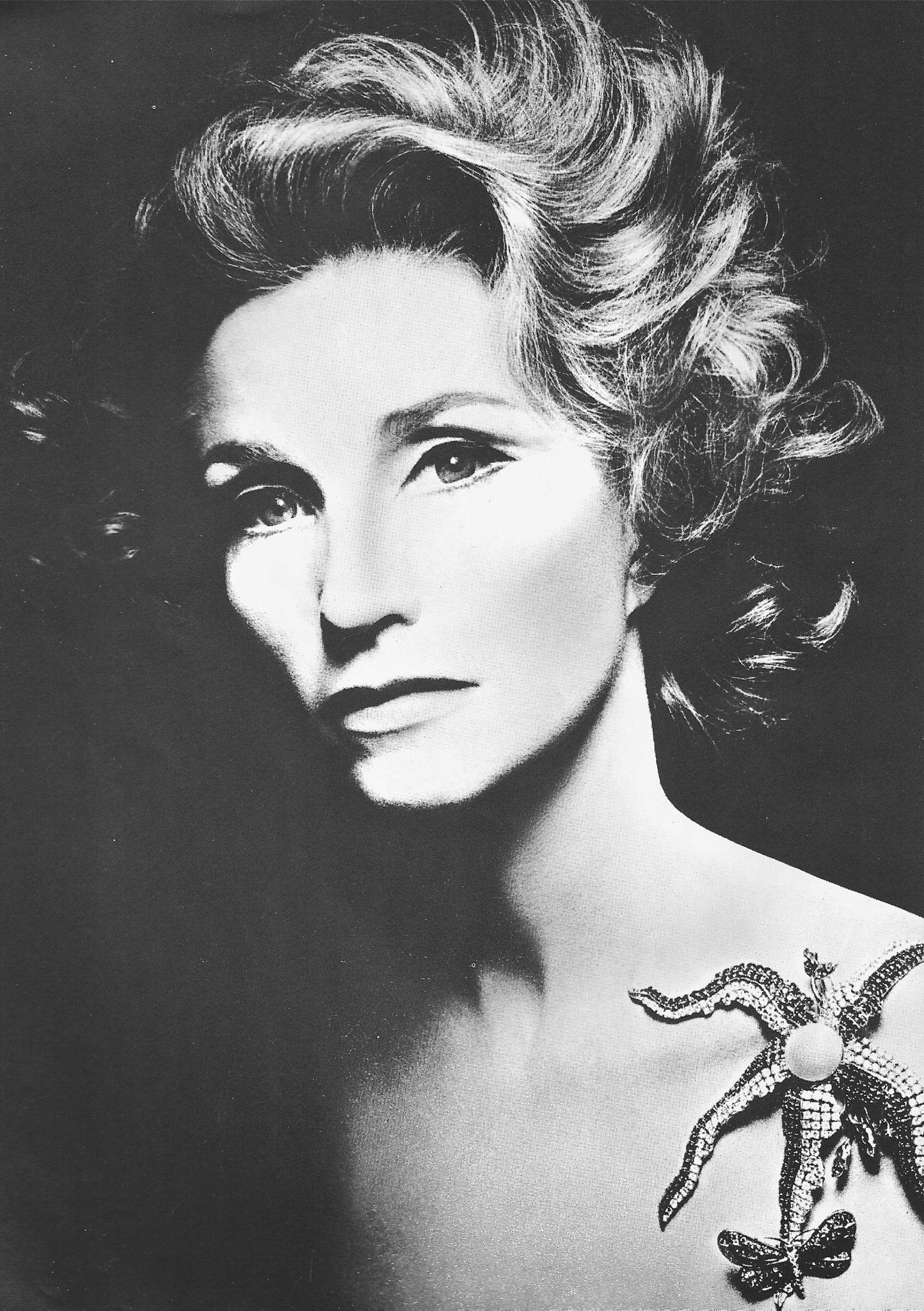
Ребека Гаркнесс
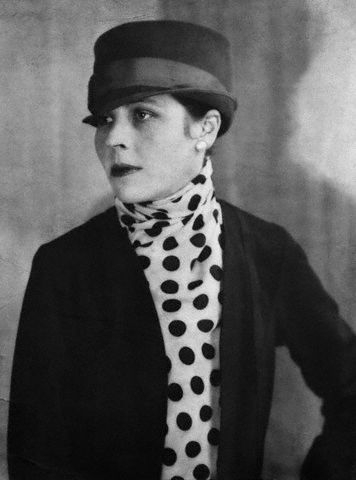
Джуна Барнс

2 червня — Герберт Квандт, німецький промисловець з родини Квандтів і член нацистської партії (*1910)
2 червня — Фазал Ілахі Чаудрі, президент Пакистану (1973—1978) (*1904)
2 червня — Шах Абд аль-Ваххаб, бангладешський ісламський учений, педагог, юрист, проповідник Деобанді (*1894)
5 червня — Олле Хеллбом, шведський режисер, кінопродюсер і сценарист (*1925)
6 червня — Гуні Гарнік, ізраїльський військовик (*1956)
6 червня — Д. Деварадж Урс, індійський політик зі штату Карнатака (*1915)
6 червня — Кеннет Рексрот, американський поет, перекладач і есеїст (*1905)
6 червня — Роллс Грейсі, бразильський майстер бойових мистецтв (*1951)
6 червня — Халіл Хаві, ліванський поет (*1919)
7 червня — Карлос Відаль, чилійський футболіст (*1902)
7 червня — Фердинанд Волдо Демара, американський самозванець (*1921)
8 червня — Сетчел Пейдж, американський бейсболіст (*1906)
8 червня — Едсон Кейрос, бразильський бізнесмен (*1925)
9 червня — Мірза Насір Ахмад, халіф пакистанської мусульманської громади Ахмадія (*1909)
10 червня — Гала Далі, дружина поета Поля Елюара, а пізніше художника Сальвадора Далі (*1894)
10 червня — Райнер Вернер Фассбіндер, німецький театральний та кінорежисер, сценарист, актор, оператор (*1945)
10 червня — Гео Бартон, румунський актор театру та кіно (*1912)
10 червня — Єкутіель Адам, ізраїльський військовик, генерал-майор ЦАХАЛу (*1927)
10 червня — Момишули Бауиржан, радянський офіцер, учасник Німецько-радянської війни, Герой Радянського Союзу, панфіловець, письменник (*1910)
11 червня — Солоніцин Анатолій Олексійович, радянський російський актор театру і кіно (*1934)
11 червня — Захарі Баумель, ізраїльський військовик (*1960)
12 червня — Карл Фріш, австро-німецький біолог та етолог, лауреат Нобелівської премії з фізіології і медицини 1973 (*1886)
13 червня — Халід ібн Абдель Азіз Аль Сауд, четвертий король Саудівської Аравії в 1975—1982 роках (*1913)
13 червня — Петро Майвія, професійний борець, актор і постановник трюків самоанського походження (*1937)
13 червня — Ріккардо Палетті, італійський автогонщик (*1958)
15 червня — Арт Пеппер, американський джазовий музикант (*1925)
15 червня — Юсуф Вібісоно, індонезійський економіст і політик (*1909)
16 червня — Георг Лейббрандт, німецький перекладач, бюрократ і дипломат (*1899)
16 червня — Джеймс Гонімен-Скотт, англійський рок-гітарист, автор пісень і засновник гурту The Pretenders (*1956)
17 червня — Ребека Гаркнесс, американська композиторка, світська левиця, скульпторка, меценатка та філантропиня (*1915)
17 червня — Роберто Кальві, італійський банкір, якого називали «Банкіром Бога» через його тісні ділові стосунки зі Святим Престолом (*1920)
18 червня — Джон Чівер, американський письменник (*1912)
18 червня — Джуна Барнс, американська письменниця-модерністка, художниця (*1892)
18 червня — Курд Юрґенс, австрійський театральний та кіноактор німецько-французького походження (*1915)
19 червня — Наліні Дас, бангладешський активіст антибританського руху за незалежність Індійського субконтиненту (*1910)
20 червня — Уґлєша Коядинович, югославський актор театру та кіно (*1936)
21 червня — Гендрік Вейд Боде, американський інженер, дослідник, винахідник, письменник і науковець голландського походження (*1905)
22 червня — Гебхард Людвіг Гіммлер, німецький нацистський функціонер, інженер-механік і старший брат рейхсфюрера СС Генріха Гіммлера (*1898)
24 червня — Енріке Салазар, іспанський співак і композитор (*1956)
25 червня — Ед Гамм, американський легкоатлет, який спеціалізувався в стрибках у довжину (*1906)
25 червня — Пентті Ір'яла, фінський актор (*1911)
28 червня — Вєслав Маняк, польський спортсмен, спеціалізувався у спринтерському бігу (*1938)
29 червня — Генрі Кінг, американський актор і кінорежисер (*1886)
29 червня — П'єр Бальмен, французький кутюр'є, дизайнер, засновник модного будинку Balmain (*1914)
червень — Гузенко Ігор Сергійович, шифрувальник радянського посольства в Канаді, лейтенант ГРУ, викривач шпигунської діяльності, перебіжчик (*1919)

## Липень

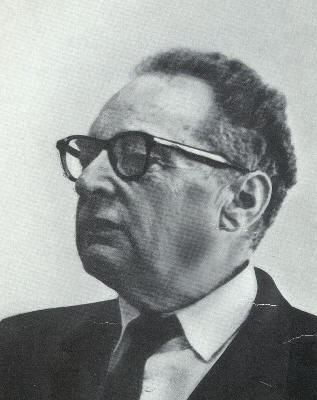
Роман Якобсон
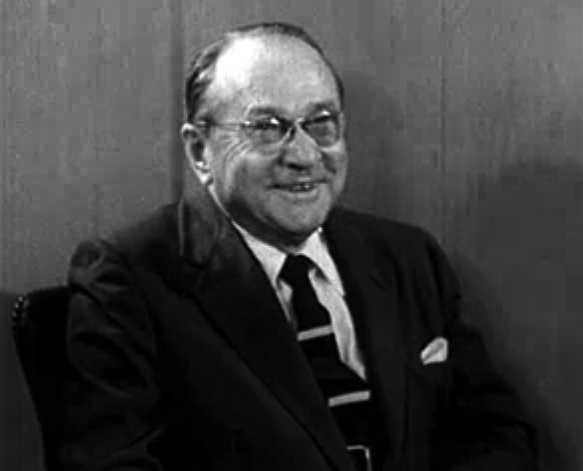
Володимир Зворикін
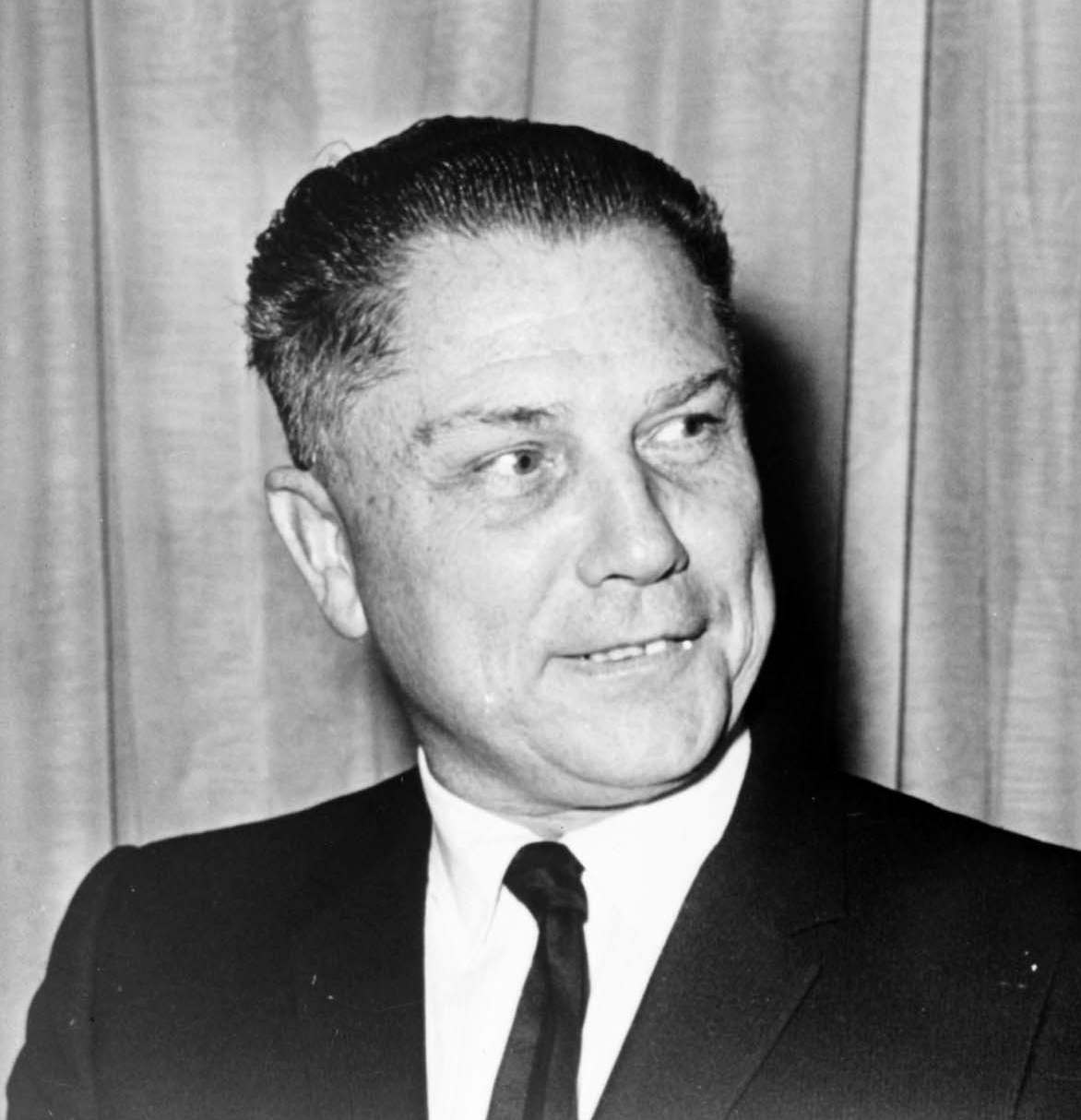
Джиммі Гоффа
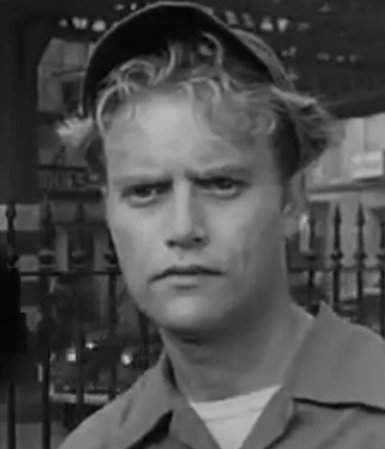
Вік Морроу

2 липня — Мохаммед Садугі, іранський аятола (*1909)
4 липня — Антоніо Гусман Фернандес, президент Домініканської Республіки (1978—1982) (*1911)
6 липня — Альма Ревілль, англійська кінорежисерка, сценаристка й кіномонтажерка (*1899)
7 липня — Беб Бакгейс, нідерландський футболіст, тренер (*1909)
7 липня — Джин Шан, китайський актор і кінорежисер (*1911)
8 липня — Іза Міранда, італійська акторка (*1905)
8 липня — Вірджинія Голл, американка, яка працювала з Управлінням спеціальних операцій Великої Британії (SOE) і американським Управлінням стратегічних служб (OSS) у Франції під час Другої світової війни (*1906)
8 липня — Гуннар Ерікссон, шведський лижник (*1921)
10 липня — Карл Гайн, німецький легкоатлет, який спеціалізувався в метанні молота (*1908)
10 липня — Марія Єріца, моравська австрійська, потім американська оперна співачка (сопрано) (*1887)
10 липня — Густав Генріх Ральф фон Кенігсвальд, німецько-голландський палеонтолог і геолог (*1902)
10 липня — Джексон ду Пандейро, бразильський співак, композитор і мультиінструменталіст (*1919)
10 липня — Зія Кескінер, турецький театральний актор і режисер (*1910)
11 липня — Меша Селимович, югославський боснійський письменник (*1910)
12 липня — Кеннет Мор, англійський актор (*1914)
13 липня — Хорія Агарічі, румунський військовий льотчик, поет і письменник (*1911)
14 липня — Джозеф Преццоліні, італійський журналіст, письменник, редактор з американським громадянством (*1882)
16 липня — Патрік Девар, французький актор, співак і композитор (*1947)
16 липня — Махмуд Аль-Кувейті, кувейтський співак (*1904)
16 липня — Ч.Р. Сварт, південноафриканський політик, останній генерал-губернатор Південно-Африканського Союзу (1959—1961) та перший державний президент Південно-Африканської Республіки (1961—1967) (*1894)
18 липня — Якобсон Роман Осипович, американський мовознавець і філолог російсько-єврейського походження (*1896)
19 липня — Г'ю Еверетт, американський фізик (*1930)
19 липня — Давид Франкфуртер, єврейський студент, відомий своїм убивством нацистського активіста Вільгельма Густлоффа (*1909)
21 липня — Аббас Доуран, іранський льотчик, учасник ірано-іракської війни (*1950)
21 липня — Вішвешвар Прасад Койрала, непальський революціонер, політичний лідер і письменник, прем'єр-міністр Непалу з 1959 по 1960 р. (*1914)
21 липня — Бакр Юніс, саудівський медійник, один із засновників саудівського радіо (*1920)
21 липня — Цянь Дацзюнь, військовий і політик Китайської Республіки (*1893)
22 липня — Сонні Стітт, американський джазовий саксофоніст (*1924)
23 липня — Сасакі Хітосі, японський футболіст (*1891)
23 липня — Вік Морроу, американський актор (*1929)
24 липня — Жан Жиро, французький режисер-комедіограф, сценарист (*1924)
25 липня — Хадіджа Мастур, пакистанська письменниця та прозаїк мовою урду (*1927)
27 липня — Софка Ніколіч, сербська співачка народної музики (*1907)
28 липня — Смирнов Володимир Вікторович, український радянський рапірист (*1954)
28 липня — Кіт Грін, американський піаніст, поет-пісняр (*1953)
29 липня — Гарольд Саката, олімпійський важкоатлет, професійний реслер та кіноактор японо-американського походження (*1920)
29 липня — Зворикін Володимир Кузьмич, американський винахідник телебачення російського походження (*1888)
30 липня — Галина Крюгер-Сирокомська, польська історикиня мистецтва, альпіністка (*1938)
30 липня (визнаний померлим) — Джиммі Гоффа, американський профспілковий лідер, що несподівано зник при загадкових обставинах (*1913)
31 липня — Хун Сінфу, тайванський письменник і вчитель (*1949)

## Серпень

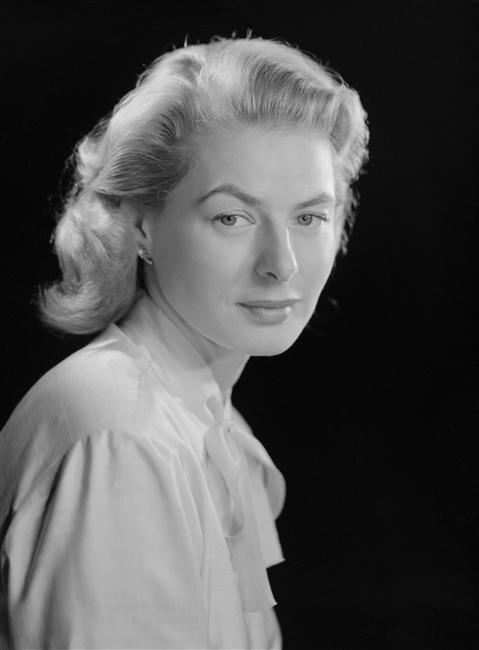
Інгрід Бергман
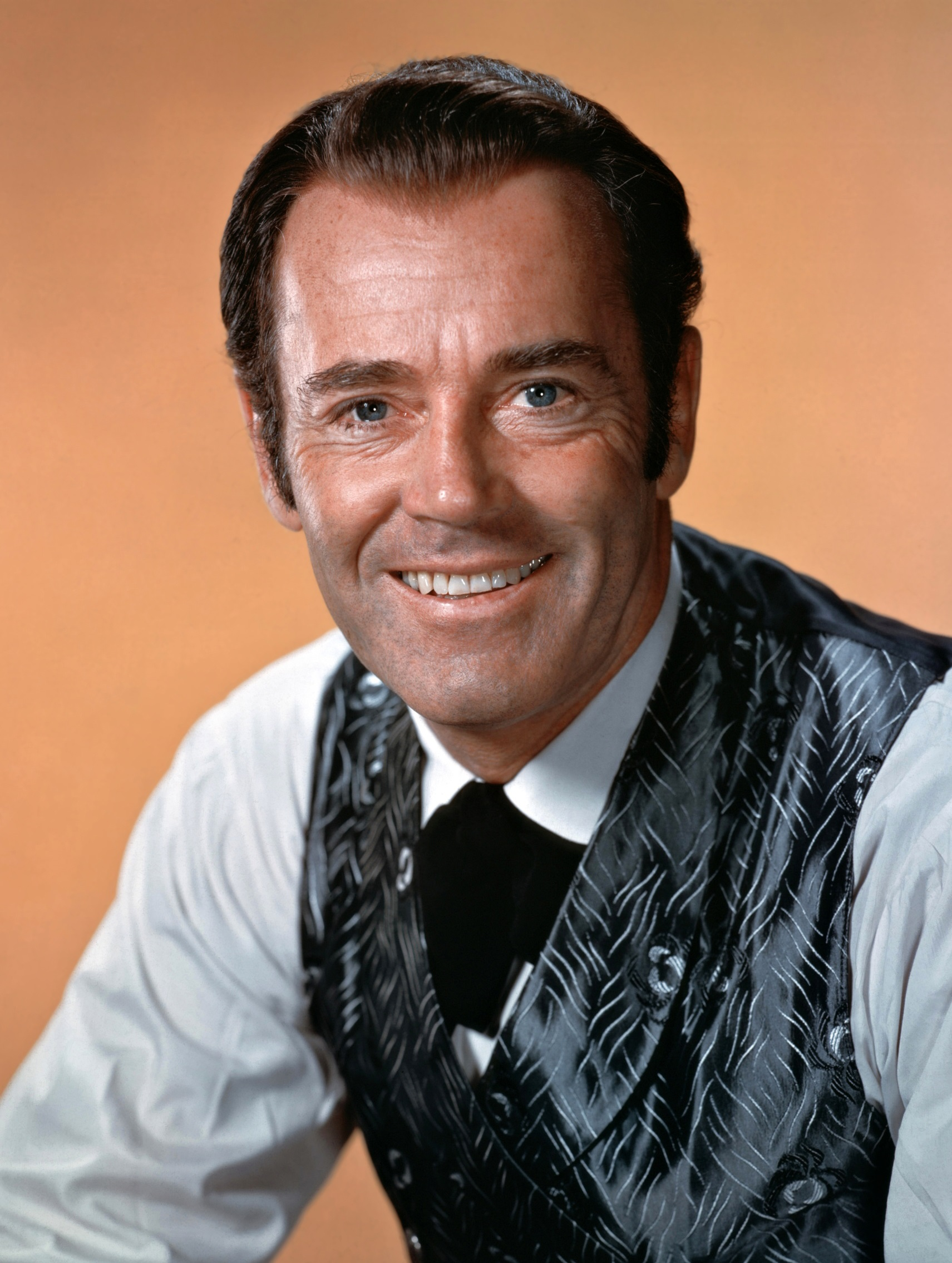
Генрі Фонда
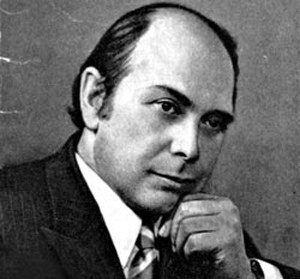
Ігор Шамо
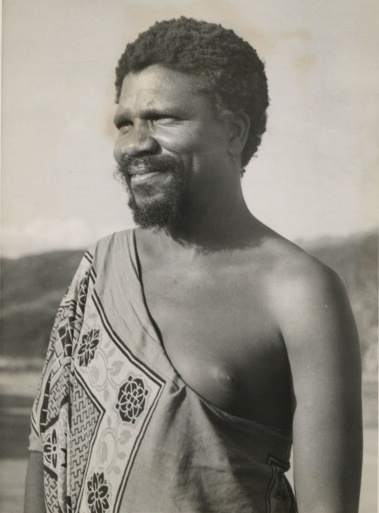
Собуза II
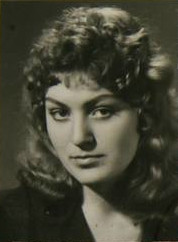
Анна Герман
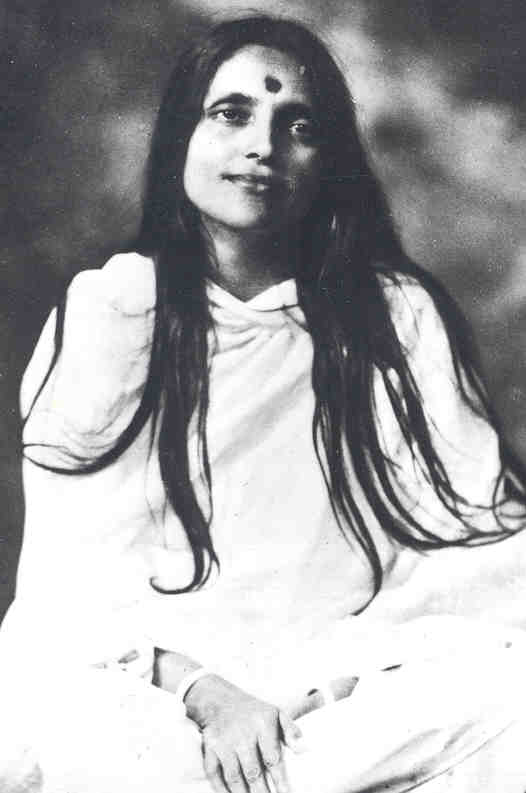
Анандамайі Ма

1 серпня — Джйотіріндранат Нанді, індійський письменник (*1912)
2 серпня — Велько Мічунович, громадсько-політичний діяч СФРЮ та СР Чорногорії, учасник Другої світової війни в Югославії, національний герой Югославії (*1916)
3 серпня — Трібхуван Нараян Сінгх, індійський політик (*1904)
4 серпня — Бусірі Сурьовіното, індонезійський військовий і політик (*1926)
4 серпня — Марсія де Віндзор, бразильська акторка (*1934)
4 серпня — Тувал Гвірцман, ізраїльський військовик (*1959)
5 серпня — Дітер Борше, німецький актор театру та кіно (*1909)
6 серпня — Самет Агаоглу, турецький письменник, політик (*1909)
7 серпня — Джилл Банер, американська акторка (*1946)
8 серпня — Ферре Гріньяр, бельгійський співак і гітарист (*1939)
11 серпня — Том Дрейк, американський актор (*1918)
12 серпня — Генрі Фонда, американський актор, батько акторів Пітера і Джейн Фонда (*1905)
12 серпня — Сальвадор Санчес, мексиканський боксер (*1959)
13 серпня — Джо Е. Росс, американський актор (*1914)
13 серпня — Джо Текс, американський співак і музикант (*1935)
13 серпня — Чарльз Волтерс, американський голлівудський режисер і хореограф (*1911)
14 серпня — Патрік Мегі, ірландський актор (*1922)
14 серпня — Віхард фон Альвенслебен, німецький фермер і лісник (*1902)
14 серпня — Канхайялал, індійський актор (*1910)
15 серпня — Гуґо Теорель, шведський учений-біохімік, Нобелівська премія з фізіології або медицини 1955 (*1903)
17 серпня — Шамо Ігор Наумович, український радянський композитор єврейського походження (*1925)
17 серпня — Рут Ферст, південноафриканська активістка та вчена, борчиня проти апартеїду (*1925)
19 серпня — Вайну Баппу, індійський астроном (*1927)
20 серпня — Улла Якобссон, шведська кіноакторка (*1929)
20 серпня — Батті Аль-Бадалі, кувейтський народний поет і співак (*1945)
20 серпня — Вацлав Воска, чеський актор (*1918)
20 серпня — Ожаш Шехтер, польський журналіст і комуністичний діяч єврейського походження, дисидент з 1960-х років (*1901)
21 серпня — Собуза II, верховний вождь, а пізніше король Свазіленду; правив найтриваліше в історії — 82 роки; мав 210 дітей (*1899)
23 серпня — Альберто Кавальканті, бразильський кінорежисер і продюсер (*1897)
23 серпня — Станфорд Мур, американський біохімік, Нобелівська премія з хімії 1972 (*1913)
24 серпня — Джорджо Абетті, італійський астроном (*1882)
25 серпня — Абдулбакі Ґолпінарли, турецький історик літератури та перекладач (*1900)
25 серпня — Ганс ван Тонгерен, нідерландський актор (*1955)
26 серпня — Анна Герман, польська співачка, авторка пісень, композиторка та акторка (*1936)
26 серпня — Тереса Іжевська, польська акторка (*1933)
26 серпня — Тиктор Іван Микитович, громадський і політичний діяч, старшина УCC та УГА, український видавець і редактор (*1896)
26 серпня — Рейчел Руньян, трирічна американська дівчинка, жертва нерозкритого дітовбивства (*1979)
26 серпня — Пауло Лейвас Макалао, бразильський композитор і євангельський пастор (*1903)
27 серпня — Анандамайі Ма, індійська свята, вчитель і містик (*1896)
29 серпня — Інгрід Бергман, шведська акторка кіно, театру, радіо й телебачення, автобіографка (*1915)
29 серпня — Йоганна Петронелла Моссель, індонезійська педагогиня з голландської родини єврейського походження (*1904)
29 серпня — Муфтій Джафар Хусейн, пакистанський ісламський вчений-шиїт (*1914)
30 серпня — Альберт Конрад Геммекер, німецький військовий злочинець, член СС і командир табору Вестерборк (*1907)
30 серпня — Мохаммед Назір, індонезійський військовий діяч, міністр і дипломат (*1910)
31 серпня — Прабунінграт, ректор Ісламського університету Індонезії (*1911)

## Вересень

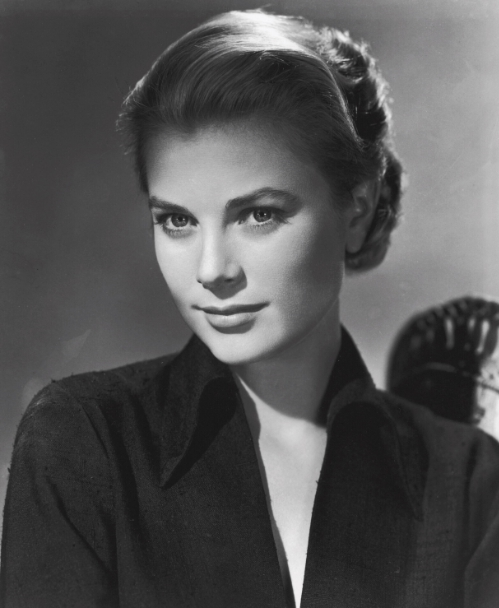
Грейс Келлі
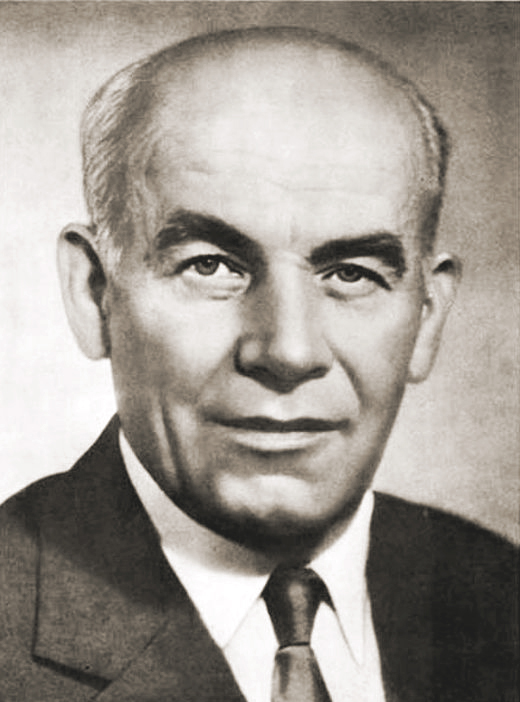
Владислав Гомулка
Гаскелл Каррі
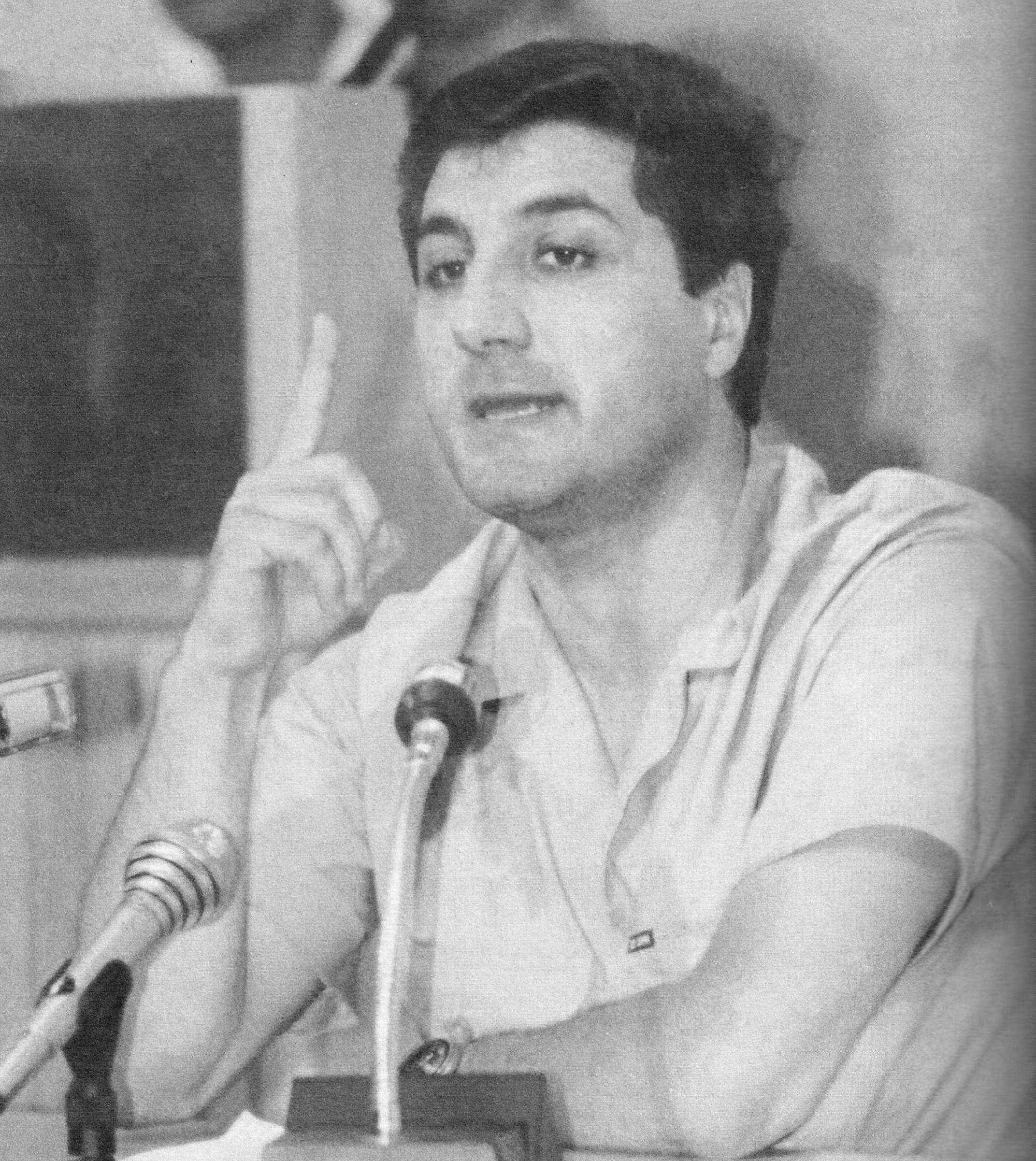
Башир Жмаєль
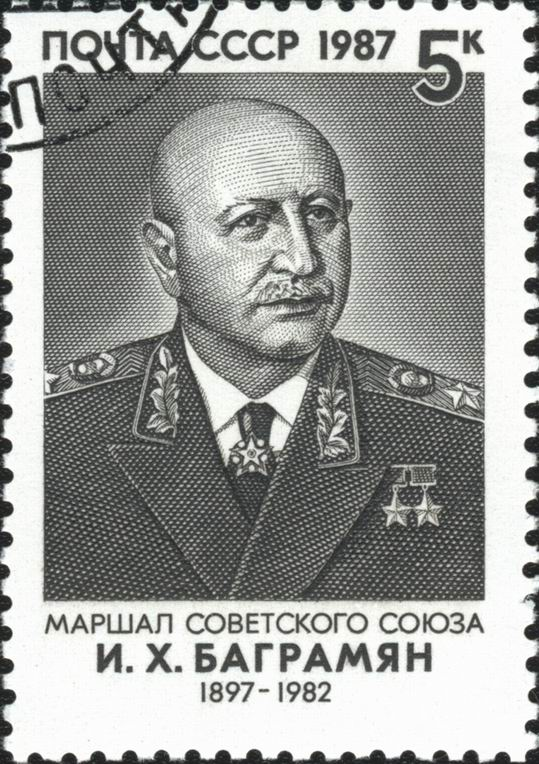
Іван Баграмян

1 вересня — Владислав Гомулка, польський партійний і державний діяч, генеральний секретар ЦК Польської робітничої партії у 1943—1948, Польської об'єднаної робітничої партії (ПОРП) в 1956—1970 (*1905)
1 вересня — Гаскелл Каррі, американський математик і логік (*1900)
1 вересня — Людвіг Бібербах, німецький математик (Deutsche Mathematik) (*1886)
2 вересня — Серафим Роуз, священнослужитель Російської православної церкви закордоном, ієромонах, духовний письменник (*1934)
3 вересня — Емануела Сетті Карраро, італійська медсестра, друга дружина генерал-префекта Карло Альберто далла К'єза (*1950)
3 вересня — Карло Альберто далла К'єза, італійський генерал-карабінер, убитий сицилійською мафією (*1920)
5 вересня — Дуглас Роберт Бадер, полковник Королівських військово-повітряних сил Великої Британії, ас Другої світової війни (*1910)
6 вересня — Азра Ерхат, турецька письменниця, філологиня, археологиня, перекладачка і мислителька (*1915)
7 вересня — Кемаль Пір, бойовик турецького походження, засновник РПК (*1952)
8 вересня — Шейх Абдулла, індійський політик зі штату Джамму і Кашмір (*1905)
11 вересня — Віфредо Лам, кубинський художник (*1902)
12 вересня — Федеріко Морено Торроба, іспанський композитор, диригент і театральний імпресаріо (*1891)
13 вересня — Кінгентей Басьо (10 покоління), японський виконавець ракуго (*1928)
13 вересня — Маркус Валленберг, шведський банкір, промисловець, підприємець (*1899)
13 вересня — Філіп Обер, американський кіноактор, згодом дипломат (*1902)
14 вересня — Башир Жмаєль, ліванський військовик, командир військового крила партії Катаїб під час громадянської війни, обраний президентом Лівану, але вбитий до вступу на посаду (*1947)
14 вересня — Грейс Келлі, американська акторка, з 1956 року — княгиня Монако, дружина князя Монако Реньє III, мати князя Альбера II (*1929)
14 вересня — Джон Ґарднер, американський письменник (*1933)
14 вересня — Крістьяун Ельдьяурн, ісландський археолог і політик, третій президент Ісландії (1968—1980) (*1916)
14 вересня — Ібрагім Саафан, єгипетський актор (*1924)
15 вересня — Садег Ґотбзаде, іранський політик (*1936)
18 вересня — Катрін Вестерлунд, шведська акторка (*1934)
18 вересня — Лі Юн Сан, південнокорейський поет, історик, почесний доктор літератури (*1903)
19 вересня — Фан Лак Хоа, в'єтнамський музикант (*1947)
20 вересня — Мартінус Путухена, індонезійський політик (*1901)
21 вересня — Баграмян Іван Христофорович, радянський воєначальник, Маршал Радянського Союзу, двічі Герой Радянського Союзу (*1897)
22 вересня — Шін Сабурі, японський актор і кінорежисер (*1909)
24 вересня — Подгорний Микита Володимирович, радянський актор театру і кіно (*1931)
24 вересня — Сара Черчилль, англійська актриса і танцівниця, донька Вінстона Черчілля (*1914)
27 вересня — Гу Вейфу, тайванський підприємець японського походження (*1918)
28 вересня — Мейбл Альбертсон, американська акторка телебачення, театру, радіо та кіно (*1901)

## Жовтень

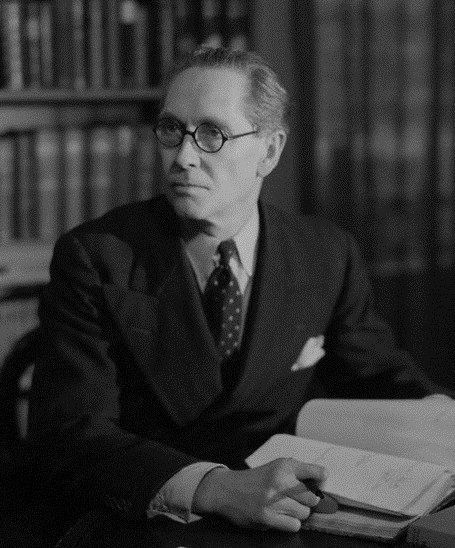
Філіп Ноель-Бейкер
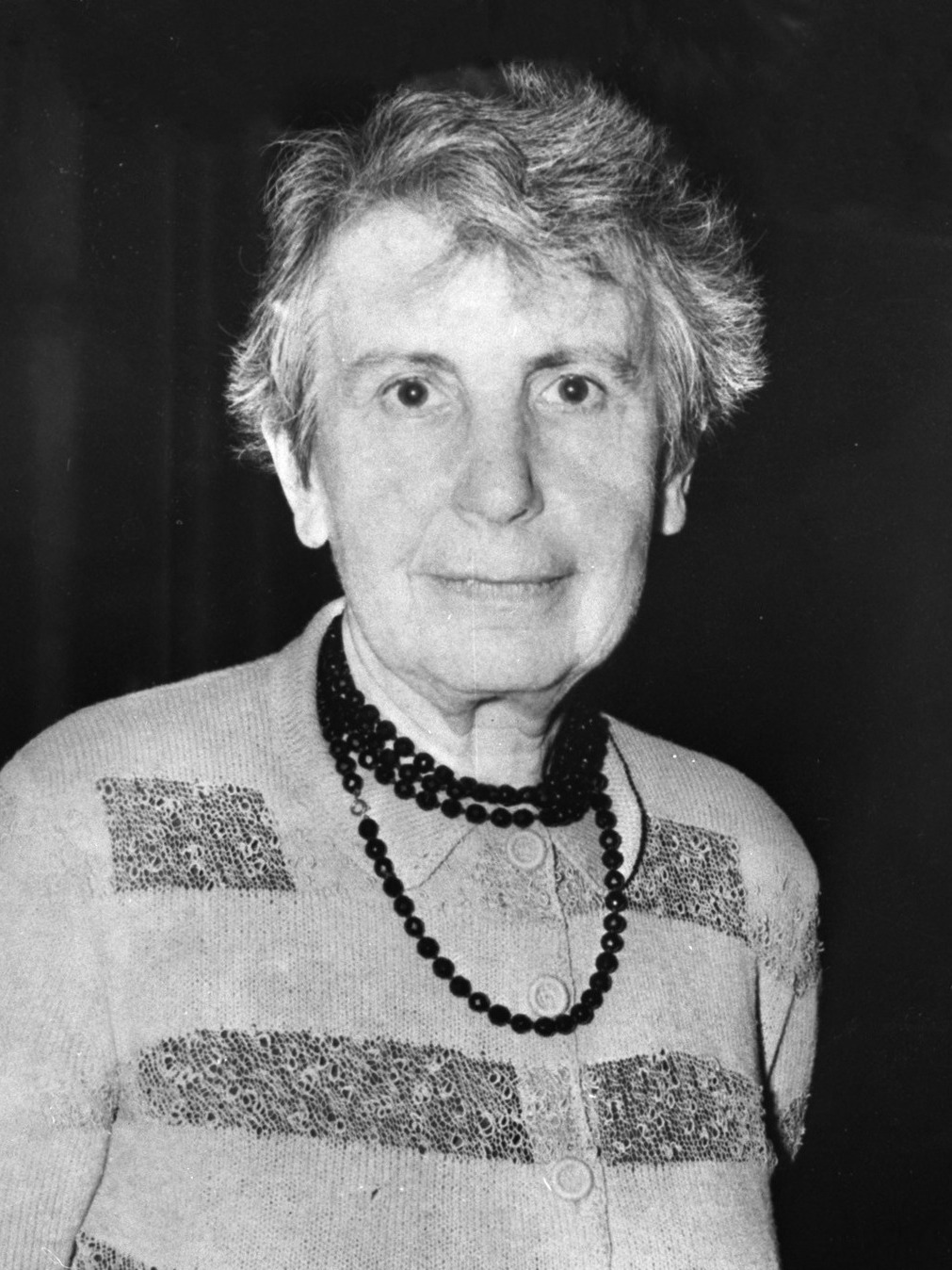
Анна Фрейд
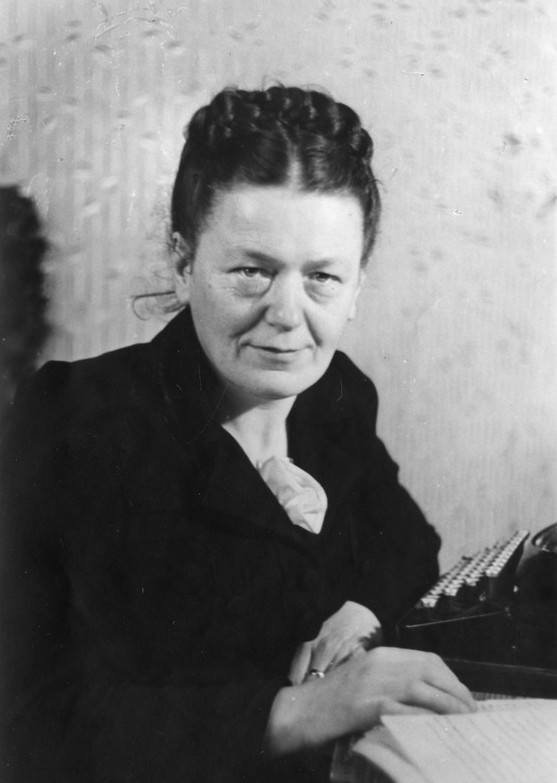
Ірина Вільде

1 жовтня — Мехмед Алі Кяґічі, турецький хімік та інженер з виробництва паперу (*1899)
1 жовтня — Хосров Кашкай, іранський політик і вождь племені Кашкай (*1921)
2 жовтня — К.Д. Дешмух, перший індійський керуючий Резервного банку Індії, міністр фінансів Індії (*1896)
2 жовтня — Майе Брандт, венесуельська модель і королева краси (*1961)
4 жовтня — Ахмед Хасан аль-Бакр, прем'єр-міністр Іраку (1963, 1968—1979), президент Іраку (1968—1979) (*1914)
4 жовтня — Гленн Гульд, канадський піаніст (*1932)
4 жовтня — Стефанос Стефанопулос, прем'єр-міністр Греції у 1965—1966 р. (*1898)
4 жовтня — Гопал Сваруп Патак, віце-президент Індії з 1969 по 1974 р. (*1896)
5 жовтня — Мохамед Ель-Кахлаві, єгипетський актор, співак (*1912)
6 жовтня — Мігель Ідігорас Фуентес, президент Гватемали (1958—1963) (*1895)
7 жовтня — Фаїл Шафігуллін, радянський татарський поет і прозаїк (*1939)
8 жовтня — Філіп Ноель-Бейкер, британський пацифіст і дипломат, пер, лауреат Нобелівської премії миру 1959 (*1889)
8 жовтня — Фернандо Ламас, аргентинський актор і режисер, який розвивав кар'єру в Сполучених Штатах (*1915)
8 жовтня — Цай Сяоцянь, генерал-майор армії Республіки Китай (*1904)
9 жовтня — Анна Фрейд, австрійська психоаналітикиня (*1895)
9 жовтня — Отто Нільсен, норвезький співак, артист ревю, автор пісень, композитор, ведучий (*1909)
10 жовтня — Йилдирим Онал, турецький актор театру та кіно, режисер (*1931)
12 жовтня — Пак Кван Хьон, південнокорейський студентський активіст (*1953)
12 жовтня — Чон Бьон Вук, південнокорейський дослідник корейської літератури, фольклорист і есеїст (*1922)
14 жовтня — Вірджинія Фокс, американська акторка (*1902)
15 жовтня — Атаолла Ашрафі Ісфахані, іранський релігійний лідер (*1902)
16 жовтня — Ганс Сельє, канадський ендокринолог австро-угорського походження, біолог, патофізіолог (*1907)
16 жовтня — Маріо дель Монако, італійський оперний співак (тенор) (*1915)
16 жовтня — Яков Готовац, хорватський композитор і диригент (*1895)
16 жовтня — Адріано Коррейя де Олівейра, португальський музикант (*1942)
17 жовтня — Юсеф Вахбі, єгипетський театральний актор, кіноактор і режисер (*1898)
18 жовтня — Бесс Трумен, дружина президента США Гаррі Трумена і перша леді Сполучених Штатів з 1945 по 1953 р. (*1885)
18 жовтня — П'єр Мендес-Франс, французький політик періоду Третьої та Четвертої республіки (*1907)
18 жовтня — Бела Радікс, угорський рок-музикант, гітарист і співак (*1946)
18 жовтня — Беппе Віола, італійський журналіст, письменник, спортивний коментатор і гуморист (*1939)
20 жовтня — Ідріс Туктар, татарський письменник (*1896)
21 жовтня — Радка Тонефф, норвезька джазова музикантка та композиторка (*1952)
22 жовтня — Савітрі Деві, греко-французька письменниця, еко- та зооактивістка, націонал-соціалістка (*1905)
25 жовтня — Вернер Науманн, німецький державний діяч, журналіст, бригадефюрер СС (*1909)
25 жовтня — Алешандре фон Баумгартен, бразильський письменник і журналіст, убитий за загадкових обставин (*1930)
25 жовтня — Вірідіана Алатрісте, мексиканська актриса (*1963)
25 жовтня — Касман Сінгодімеджо, генеральний прокурор Індонезії з 1945 по 1946 р. (*1904)
26 жовтня — Джованні Бенеллі, італійський католицький прелат, кардинал, архієпископ Флорентійський (*1921)
27 жовтня — Абба Лернер, американсько-британський економіст, з російських євреїв (*1903)
27 жовтня — Валеріо Дзурліні, італійський кінорежисер і сценарист (*1926)
30 жовтня — Ірина Вільде, українська радянська письменниця (*1907)
30 жовтня — Оен Боен Інґ, індонезійський лікар і громадський діяч (*1903)
31 жовтня — Мілош Недбал, чеський актор, театральний педагог, режисер і професор драматичної акторської майстерності (*1906)

## Листопад

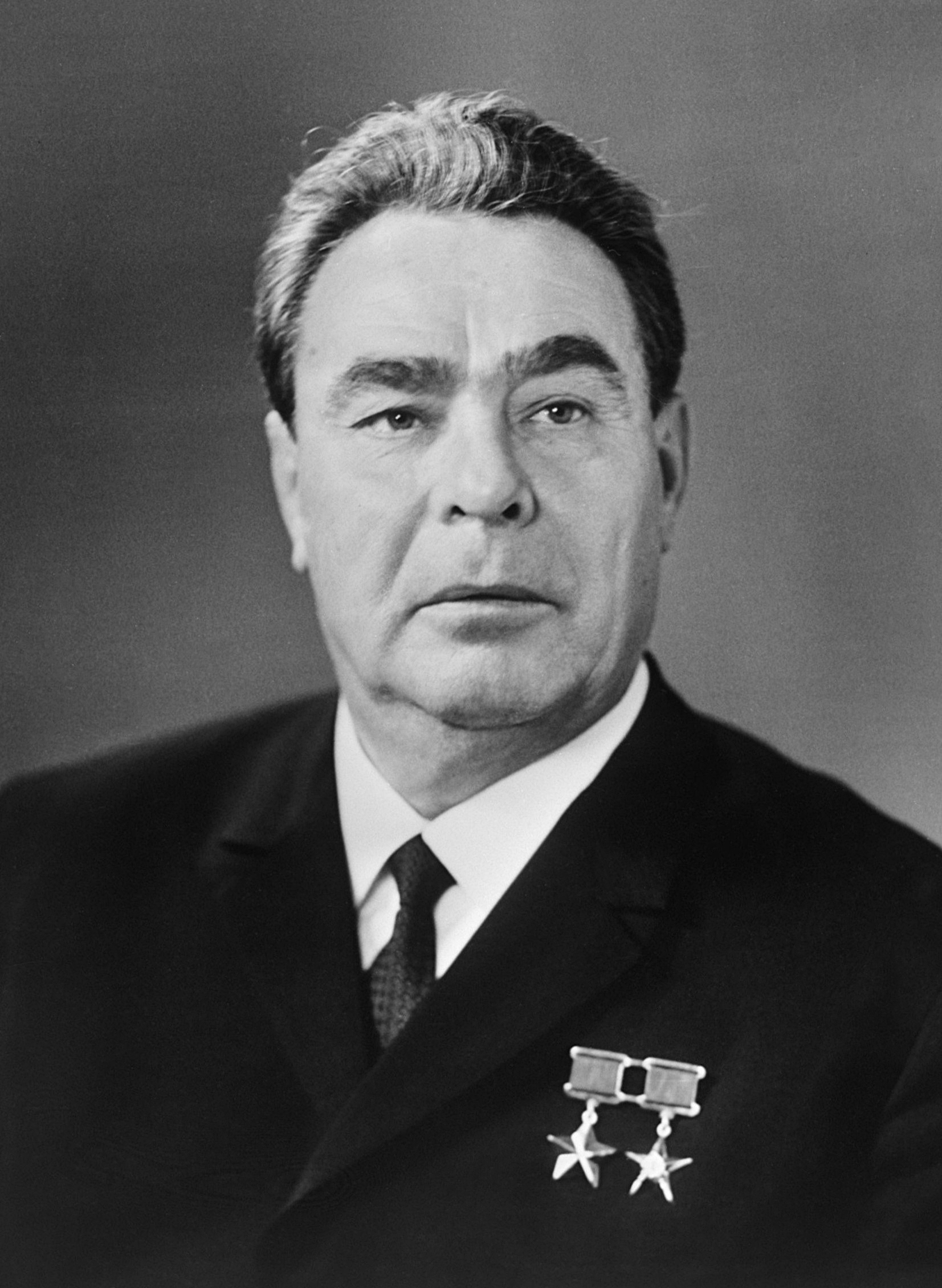
Леонід Брежнєв
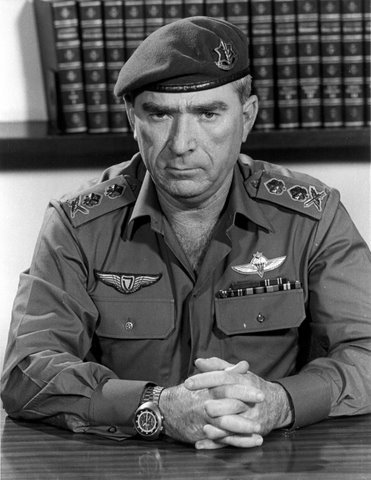
Рафаель Ейтан
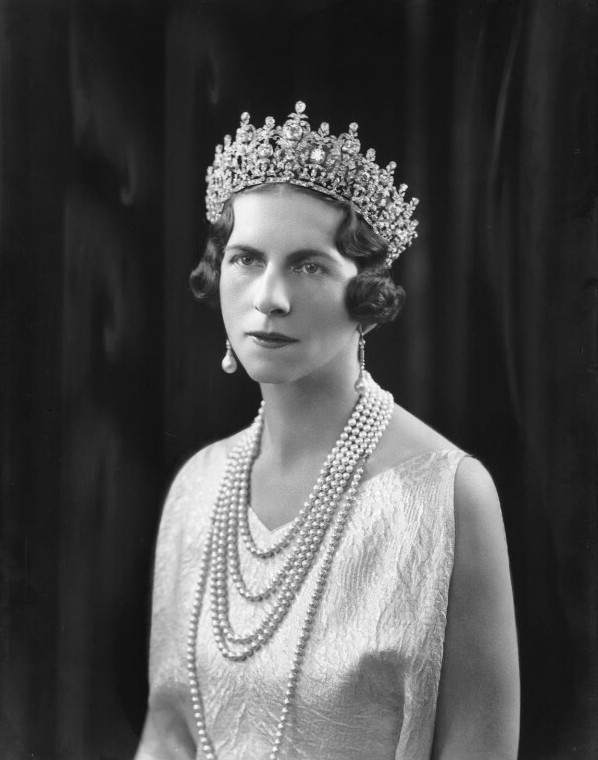
Олена Грецька
Домінік Данн

1 листопада — Кінг Відор, американський кінорежисер, сценарист (*1894)
1 листопада — Джеймс Бродерік, американський актор (*1927)
2 листопада — Руденков Василь Васильович, білоруський радянський легкоатлет, який спеціалізувався в метанні молота (*1931)
2 листопада — Ґулам Аббас, пакистанський письменник (*1909)
2 листопада — Пракаш Каур, індійська пенджабська співачка (*1919)
3 листопада — Едвард Карр, англійський історик (*1892)
3 листопада — Бек Вун Тхек, південнокорейський військовий (*1932)
3 листопада — Мо Гуйлан, четверта дружина майстра бойових мистецтв Вонг Фей-хунга (*1891)
4 листопада — Бурхан Фелек, турецький журналіст, спортивний діяч і письменник (*1889)
4 листопада — Домінік Данн, американська акторка (*1959)
5 листопада — Жак Таті, французький мім, кінорежисер, актор і сценарист (*1907)
6 листопада — Тесіма Сіро, японський футболіст (*1907)
8 листопада — Джиммі Дікінсон, англійський футболіст, тренер (*1925)
9 листопада — Джері МакГі, американська модель і артистка казино Лас-Вегаса (*1936)
10 листопада — Брежнєв Леонід Ілліч, радянський державний і партійний діяч, перший секретар ЦК КПРС (1964—1966), Генеральний секретар ЦК КПРС (1966—1982), Голова Президії Верховної Ради СРСР (1960—1964, 1977—1982), Маршал Радянського Союзу, чотириразовий Герой Радянського Союзу, Герой Соціалістичної Праці (*1906)
10 листопада — Еліо Петрі, італійський кінорежисер, сценарист (*1929)
10 листопада — Каспрук Арсен Арсенович, український радянський письменник і літературознавець (*1919)
11 листопада — Г.А. Сівабессі, індонезійський вчений і політик (*1914)
11 листопада — С.А. Ашокан, індійський актор, який працював у тамільському кіно та театрі (*1931)
12 листопада — Дороті Раунд, британська тенісистка (*1909)
12 листопада — Фуміко Енчі, японська письменниця (*1905)
12 листопада — Ян Цішевський, польський журналіст і спортивний коментатор (*1930)
13 листопада — Бандера Марта-Марія Андріївна, українська педагогиня, громадсько-політична діячка, сестра Степана Бандери (*1907)
13 листопада — Еліза Беґін, ізраїльська благодійниця, дружина прем'єр-міністра Ізраїлю Менахема Бегіна українського походження (*1920)
15 листопада — Акілле Лауро, італійський судновласник, спортивний функціонер і політик (*1887)
15 листопада — Аллен Вудрінг, американський легкоатлет, який спеціалізувався в бігу на короткі дистанції (*1898)
15 листопада — Віноба Бхаве, індійський прихильник ненасильства та прав людини, філософ (*1895)
16 листопада — Александров Павло Сергійович, російський та український радянський математик (*1896)
16 листопада — Артур Аскі, англійський комік і актор (*1900)
16 листопада — Фатія Шаріф, єгипетська актриса (*1926)
17 листопада — Едуард Тубін, естонський композитор-симфоніст, диригент (*1905)
18 листопада — А.К. Назмул Карім, бангладешський соціолог (*1922)
18 листопада — Кім Дук-ку, південнокорейський боксер, який помер після бою з Реєм Манчіні (*1955)
19 листопада — Ірвінг Гоффман, американський соціолог, письменник, антрополог (*1922)
22 листопада — Артуро Родрігес Хурадо, аргентинський боксер (*1907)
22 листопада — Джин Баттен, новозеландська льотчиця (*1909)
22 листопада — Станіслав Островський, польський лікар і політичний діяч, президент Польщі у вигнанні (з 1972 по 1979), останній польський президент міста Львова (*1892)
23 листопада — Адоніран Барбоза, бразильський співак самби (*1910)
23 листопада — Гражина Куронь, польська дисидентка та правозахисниця, активістка Солідарності (*1940)
23 листопада — Рафаель Ейтан, ізраїльський генерал, начальник штабу Армії оборони Ізраїлю, політик (*1929)
24 листопада — Барак Обама ст., кенійський урядовець, економіст і батько президента Сполучених Штатів Барака Обами (*1934)
24 листопада — Ейно Пенттіля, фінський метальник списа (*1906)
24 листопада — Ержебет Хазі, угорська оперна співачка (сопрано), актриса (*1929)
24 листопада — Сідзуко Ота, японська поетеса та письменниця (*1913)
25 листопада — Волт Адер, американський автогонщик (*1912)
26 листопада — Бранко Янкович, сербський музикант (*1950)
28 листопада — Олена Грецька, королева-мати Румунії, дочка короля Греції Костянтина I і Софії Прусської, дружина румунського наслідного принца Кароля, мати короля Міхая I, праведник народів світу (*1896)
29 листопада — Герман Бальк, німецький воєначальник Третього Рейху, генерал танкових військ Вермахту (*1893)
29 листопада — Персі Вільямс, канадський легкоатлет (*1908)
30 листопада — Адольф Гойзінгер, німецький воєначальник, генерал-лейтенант Вермахту, генерал Бундесверу (*1897)
30 листопада — Ерік Томпсон, англійський актор, сценарист і режисер (*1929)
30 листопада — Розаріо Ріккобоно, італійський мафіозі (*1929)

## Грудень

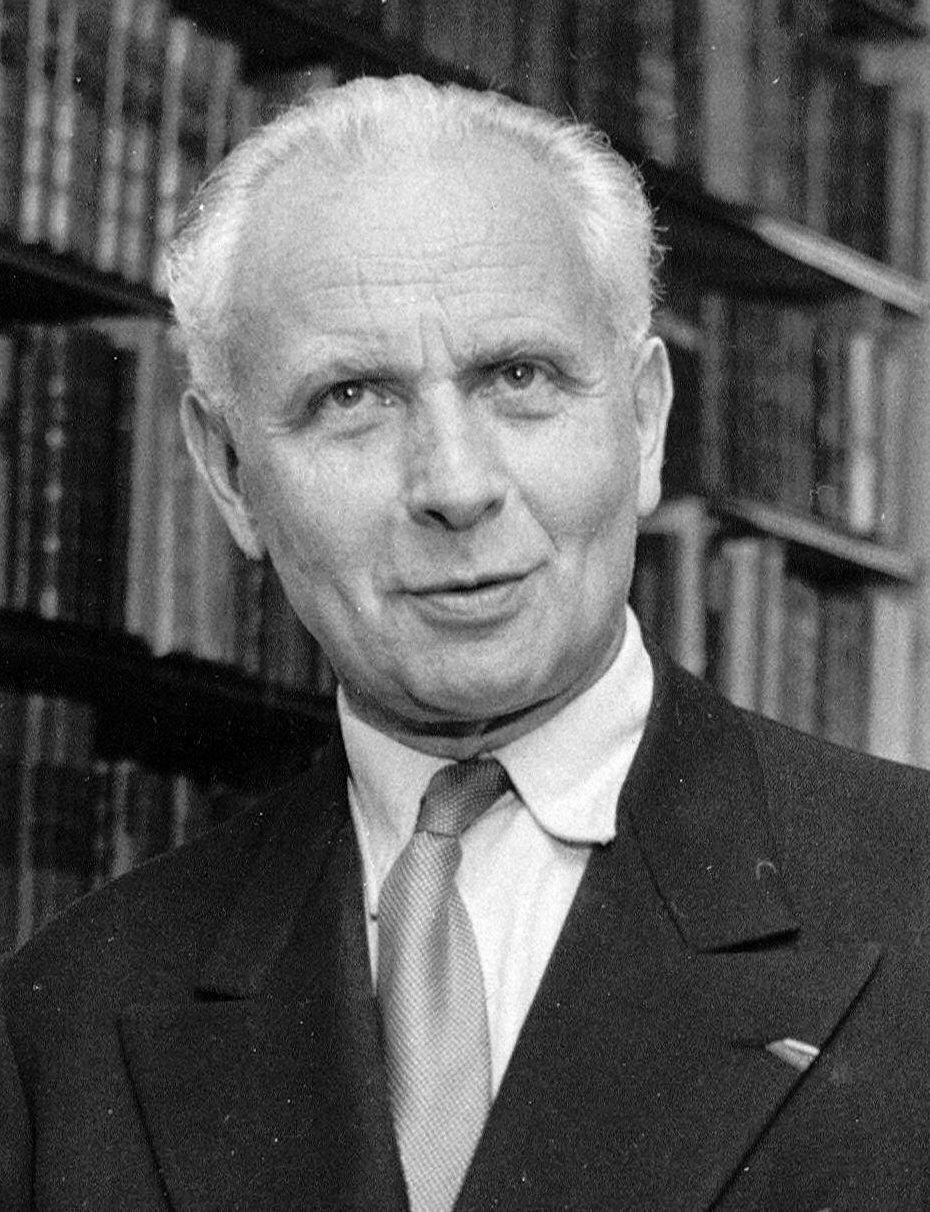
Луї Арагон
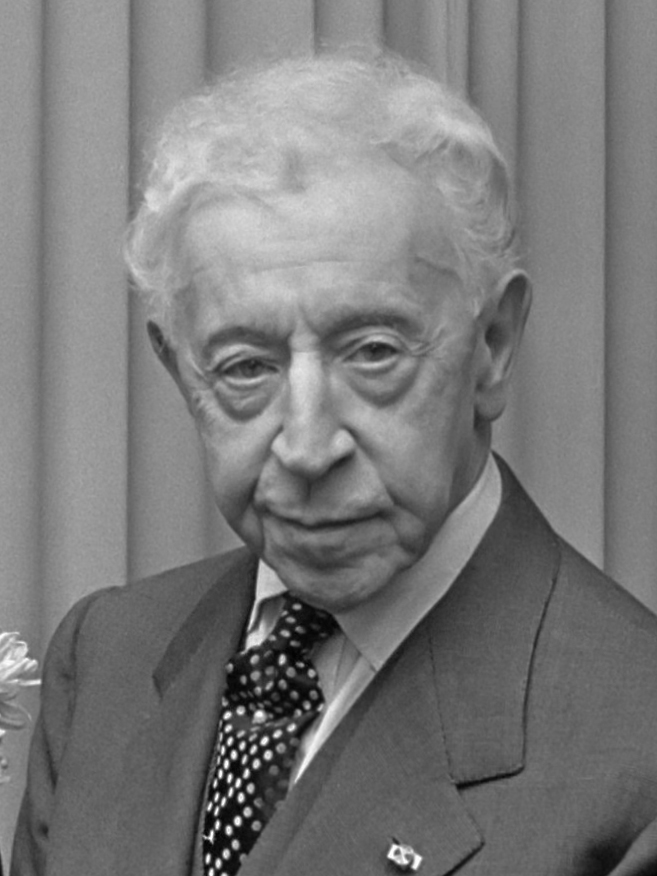
Артур Рубінштейн
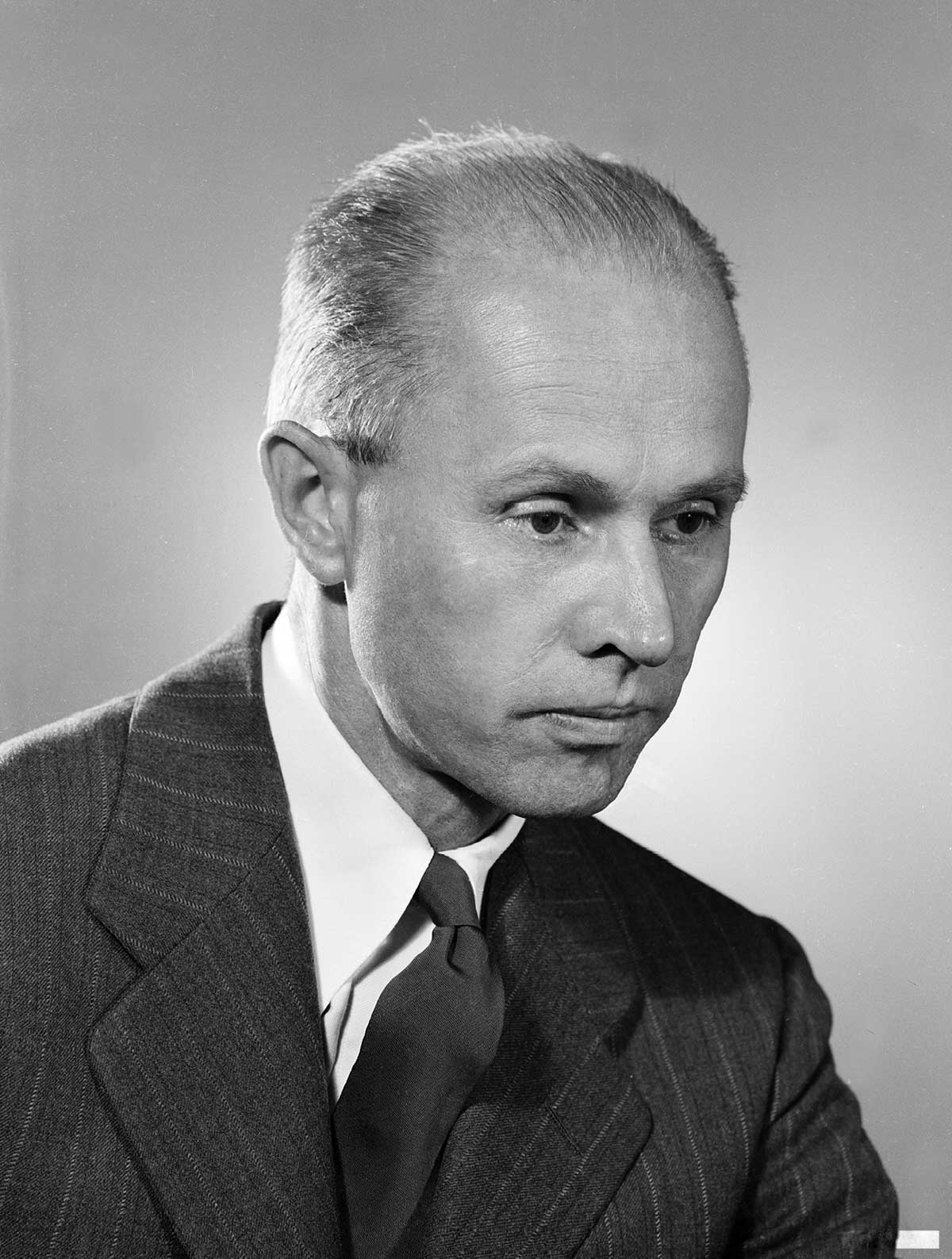
Георгій Кістяківський

2 грудня — Джованні Феррарі, італійський футболіст, тренер (*1907)
2 грудня — Марті Фельдман, британський актор, комік, сценарист, кінорежисер та поет українсько-єврейського походження (*1934)
2 грудня — Чаудрі Мухаммад Алі, прем'єр-міністр Пакистану (1955—1956) (*1905)
3 грудня — Бішну Дей, бенгальський поет, письменник, академік, мистецтвознавець (*1909)
3 грудня — Юнус Амінов, татарський драматург і письменник (*1921)
4 грудня — Гілдо де Фрейташ, бразильський співак, композитор і трубадур (*1919)
5 грудня — Гуань Лу, китайська червона шпигунка проти Японії та письменниця (*1907)
7 грудня — Кістяківський Георгій Богданович, американський фізикохімік українського походження, учасник Мангеттенського проєкту (*1900)
7 грудня — Вілл Лі, американський актор (*1908)
8 грудня — Марті Роббінс, американський співак, автор пісень, мультиінструменталіст і гонщик NASCAR (*1925)
8 грудня — Хаїм Ласков, ізраїльський військовий і громадський діяч, начальник Генерального штабу Армії оборони Ізраїлю (*1919)
8 грудня — Шінсуке Мінамі (перше покоління), японський комік, актор, телеведучий (*1930)
10 грудня — Томаш Хопфер, польський спортивний журналіст, спортсмен (*1935)
12 грудня — Лючія Джойс, ірландська танцівниця, донька письменника Джеймса Джойса та Нори Барнакл (*1907)
12 грудня — Мас Ісман, борець за свободу проти Голландської Ост-Індії в Східній Яві, національний герой Індонезії (*1924)
13 грудня — Дараселія Віталій Кухинович, радянський футболіст (*1957)
16 грудня — Колін Чапмен, британський автоконструктор, засновник «Lotus Cars» (*1928)
16 грудня — Рагеб Аяд, єгипетський художник (*1892)
17 грудня — Коган Леонід Борисович, радянський єврейський скрипаль та педагог (*1924)
18 грудня — Ганс-Ульріх Рудель, німецький льотчик-ас, єдиний кавалер Лицарського хреста Залізного хреста із золотим дубовим листям, мечами й діамантами; після війни — бізнесмен (*1916)
20 грудня — Артур Рубінштейн, польський піаніст єврейського походження (*1887)
21 грудня — Абу Саїд Айюб, індійський філософ, учитель, літературний критик і письменник (*1906)
21 грудня — Хафіз Джаландхарі, пакистанський поет, який написав слова для національного гімну Пакистану та гімну Азад Кашмір (*1900)
22 грудня — Закі Талімат, єгипетський актор, письменник, режисер, один із піонерів єгипетського театру (*1894)
22 грудня — Фелікс Лікініано, баскський лідер анархістів, учасник громадянської війни в Іспанії (*1909)
23 грудня — Джек Вебб, американський актор, телевізійний продюсер, режисер і сценарист (*1920)
23 грудня — Малік Аль-Гамаль, єгипетська актриса (*1929)
24 грудня — Луї Арагон, французький поет, прозаїк, критик, видавець і громадський діяч (*1897)
24 грудня — Моріс Біро, французький радіоведучий, комік і актор (*1922)
26 грудня — Ельбіра Зіпітрія, баскська вчителька, популяризаторка баскської мови, націоналістка, феміністка (*1906)
27 грудня — Джон Свайгерт, астронавт США (*1931)
28 грудня — Агілера Мальта, еквадорський письменник (*1909)
28 грудня — Лісовський Роберт Антонович, український художник-графік (*1893)
28 грудня — Шин Кішіда, японський актор, актор озвучування, драматург і режисер (*1939)
29 грудня — Макс де Терра, швейцарський автогонщик (*1918)
30 грудня — Альберто Варгас, американський художник та ілюстратор перуанського походження (*1896)
31 грудня — Отто Гофманн, генерал військ СС, засуджений за воєнні злочини та злочини проти людяності (*1896)

## Місяць невідомий
1982 — Ахмад аль-Хатіб, сирійський політик, церемоніальний глава Сирії (1970—1971) (*1933)
1982 — Владимир Васильєвич, сербський (белградський) злочинець (*1950)
1982 — Ву Ван Кан, в'єтнамський військовий, вчений-медик, політичний діяч (*1914)
1982 — Ілачандра Джоші, індійський письменник гінді (*1903)
1982 — Лаліта, індійська актриса і танцівниця (*1930)
1982 — Сюй Енцзен, політик Республіки Китай (*1896)
1982 — Ту Пхак, в'єтнамський письменник, поет, музикант (*1923)
1982 — Хуінь Лянь, в'єтнамський фізіономіст і майстер феншуй (*1913/4)
1982 — Цзян Асінь, тайванський підприємець (*1901)
1982 — Шамсул Хаке, бангладешський політик (*н/д)